# Entremont (Haute-Savoie)
Pour les articles homonymes, voir Entremont.
Entremont est une ancienne commune française située dans le département de la Haute-Savoie, en région Auvergne-Rhône-Alpes.
Par arrêté préfectoral du 27 juin 2018, le préfet décidé, avec l'accord des conseils municipaux, la fusion des deux communes d'Entremont et du Petit-Bornand-les-Glières, à partir du 1er janvier 2019, formant une  commune nouvelle dénommée Glières-Val-de-Borne, quit rejoint la communauté de communes Faucigny-Glières avec une population de 1782 habitants.

## Géographie

### Localisation

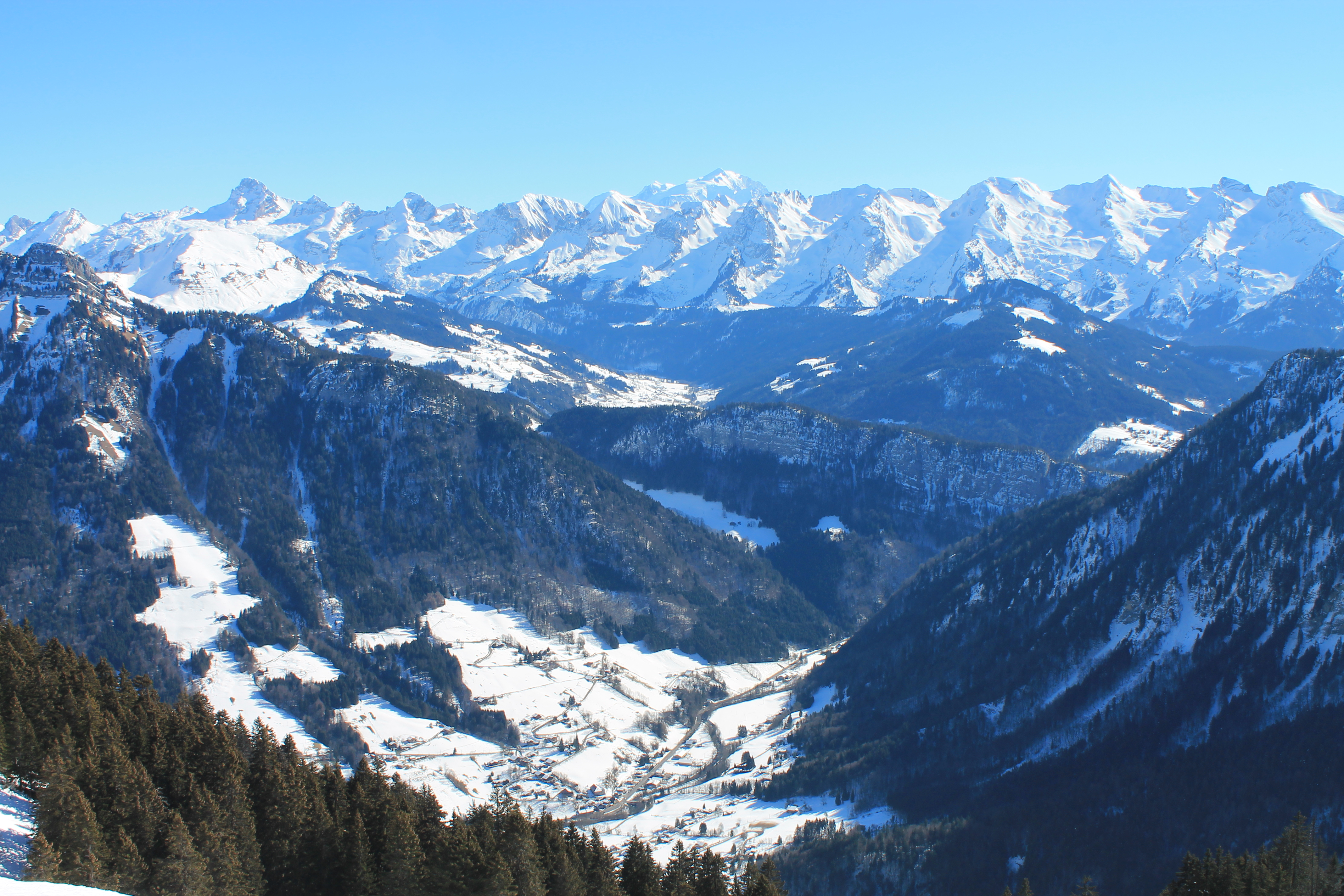
Vue depuis les chalets des Auges (Plateau des Glières) sur la vallée du Borne et d'Entremont, au second plan la chaîne des Aravis et en arrière-plan le mont Blanc.

Le village d'Entremont se situe dans la boutonnière d'Entremont, fermée aux extrémités par les gorges des Évaux et des Étroits,. Cette dépression est parcourue par le Borne, affluent de l'Arve, qui creuse ici une cluse dans le massif des Bornes.
Les villages, lieux-dits ou hameaux sont la Joux, le Beauregard, les Buis, les Cars, la Cellaz, le Chambaudian, les Charbonnières, Chef-lieu, les Côtes, le Crot au Loup, les Devets, l'Envers, l'Envers du Regard, Epinette, l'Epotet, les Granges Neuves, les Gras, Lachat, l'Île, Longeais, Lortier, Malatrait, Malvoisin, Montessuit, la Mouille, Norcière, la Pesse, les Plains, le Plan Dessus, le Pont Nord, le Pont Sud, le Pré aux donnes, les Raffours, le Raty, la Rivière, Sur la place, Sur les chars, les Taillis.

#### Communes limitrophes
Historiquement et géographiquement, la commune appartient au Genevois, mais elle a été rattachée en 1807 à l'arrondissement de Bonneville et au canton homonyme (Province du Faucigny). La commune limitrophe dans le canton de Bonneville est Le Petit-Bornand-les-Glières. Quant à celles dans le canton de Faverges, ce sont Le Grand-Bornand, Saint-Jean-de-Sixt, Les Villards-sur-Thônes, Thônes, La Balme-de-Thuy ; et enfin dans le canton d'Annecy-le-Vieux, Entremont est limitrophe avec la commune de Thorens-Glières.

### Géologie

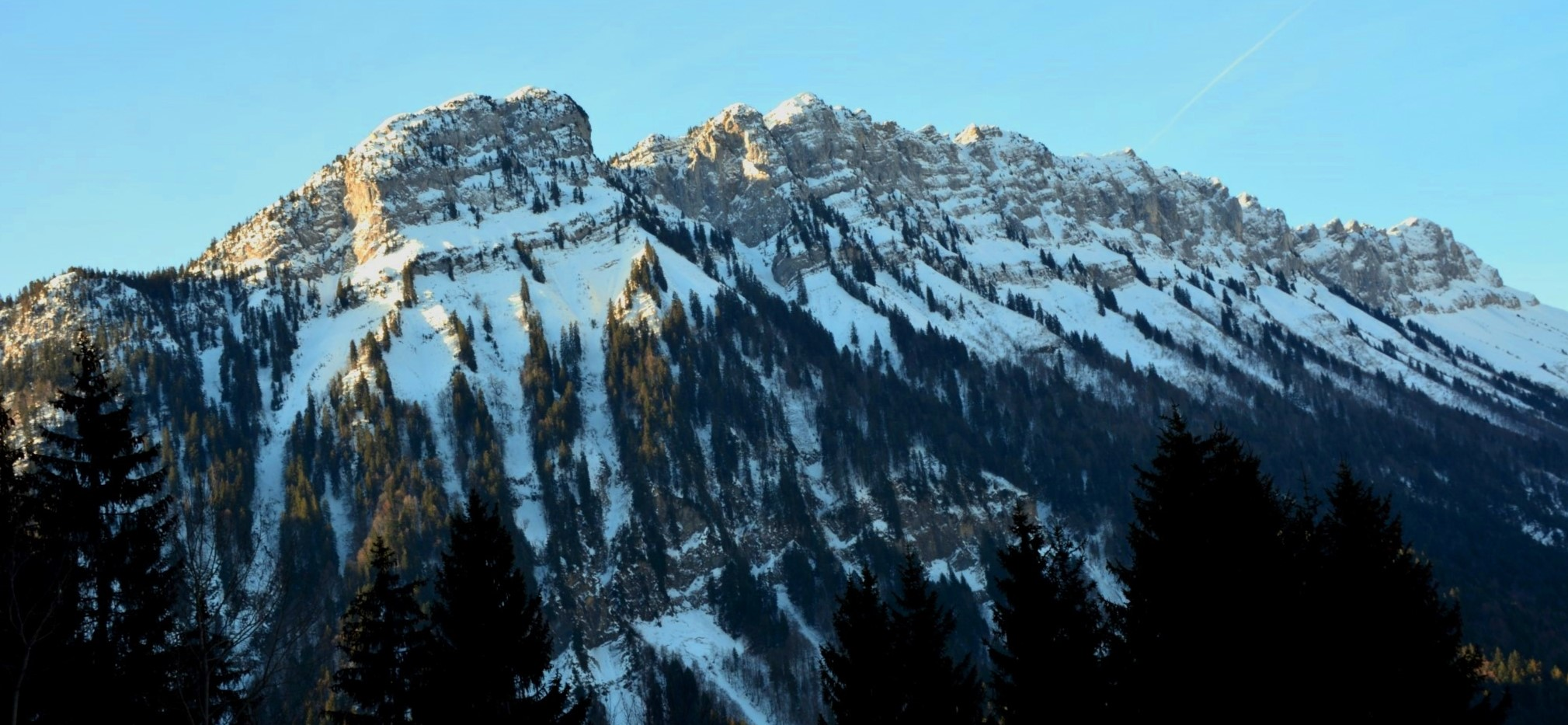
Les « Rochers des Traversiers ».

Le point culminant de la commune se situe dans la barre des « Rochers des Traversiers » qui ferme la vallée du Borne dans un axe est-ouest déterminant le passage des Etroits et fait partie du mont Lachat. Cette « barre » culmine de 2 028 m (croix de Lachat) à 1 863 m (le Suet).
Contrairement aux roches cristallines du Mont-Blanc, les roches du massif des Bornes sont constituées de matériaux sédimentés dans d'anciennes mers.
Pour se transformer en roches, les dépôts ont subi une évolution complexe par déshydratation. Au cours de ce processus de plusieurs milliers d'années, la plupart des organismes ont disparu. Mais certaines parties dures (telles les coquilles) peuvent être visibles sous forme de fossiles.
Les calcaires urgoniens des géologues renferment une association de fossiles comprenant des coraux, des éponges, des bivalves, des gastéropodes et des oursins bien visibles.
Les lapiaz, sculptures rocheuses naturelles, résultent d'une intense dissolution superficielle du calcaire et constituent autant de « pièges » pour les eaux de pluie et de fonte des neiges qui sont rapidement absorbées par les innombrables fissures. De ce fait le paysage offre l'image d'un lieu aride sans cours d'eau superficiels.
Par contre sous les lapiés, les importantes quantités d'eau forment au sein de la masse calcaire de véritables rivières souterraines qui émergent dans la vallée du Borne sous forme de « nants ».
En outre, sur « Glières », il est possible d'observer des phénomènes témoignant de l'existence d'anciens glaciers qui modelaient le paysage il y a entre 10 et 20 000 ans. Le site d'Ablon renferme un énorme bloc erratique d'environ 12 tonnes, perché sur un socle au beau milieu de l'alpage.

### Hydrographie

Au fil de l'eau.
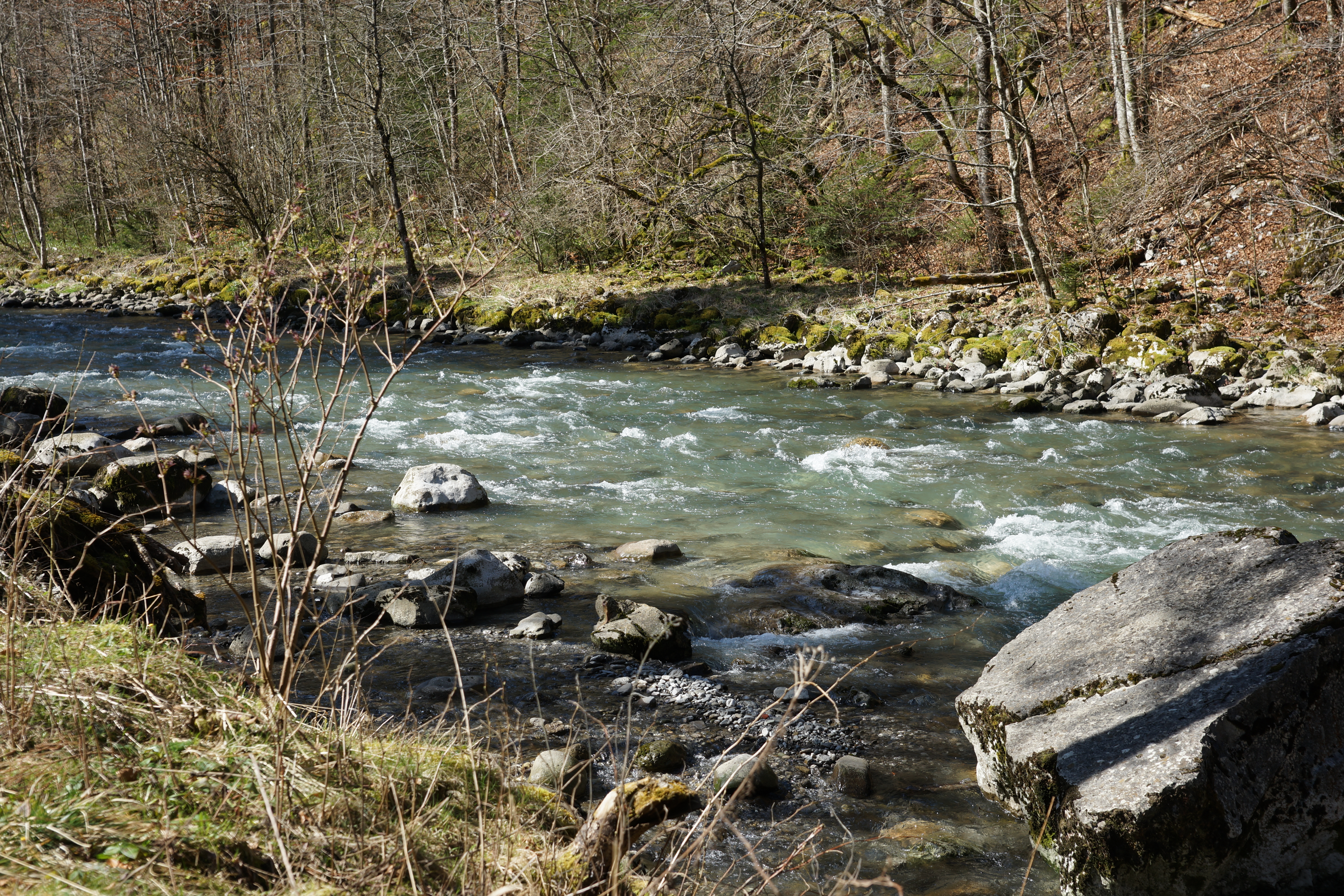
Le Borne à Entremont.
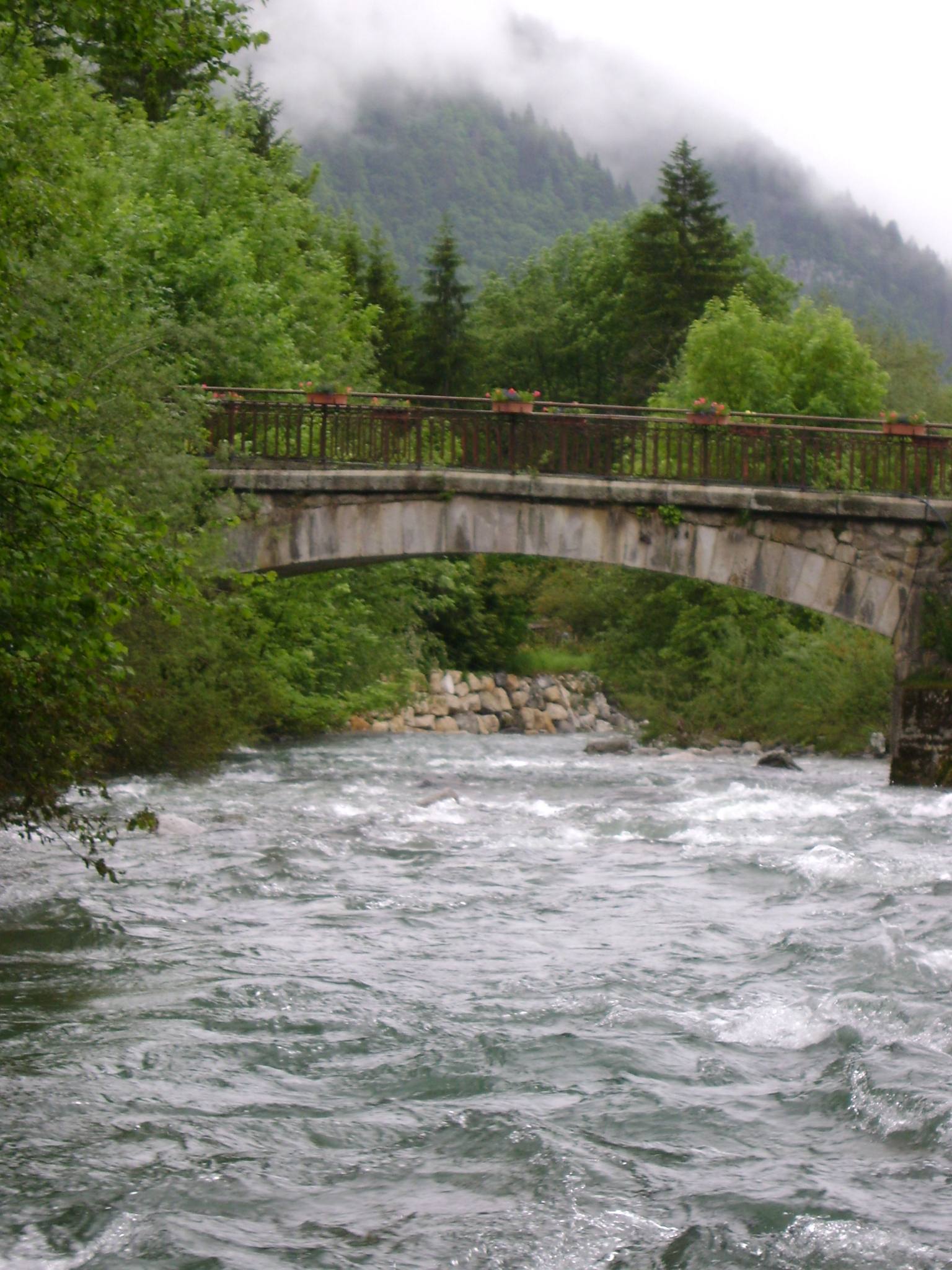
Le Borne et le pont de La Rivière.
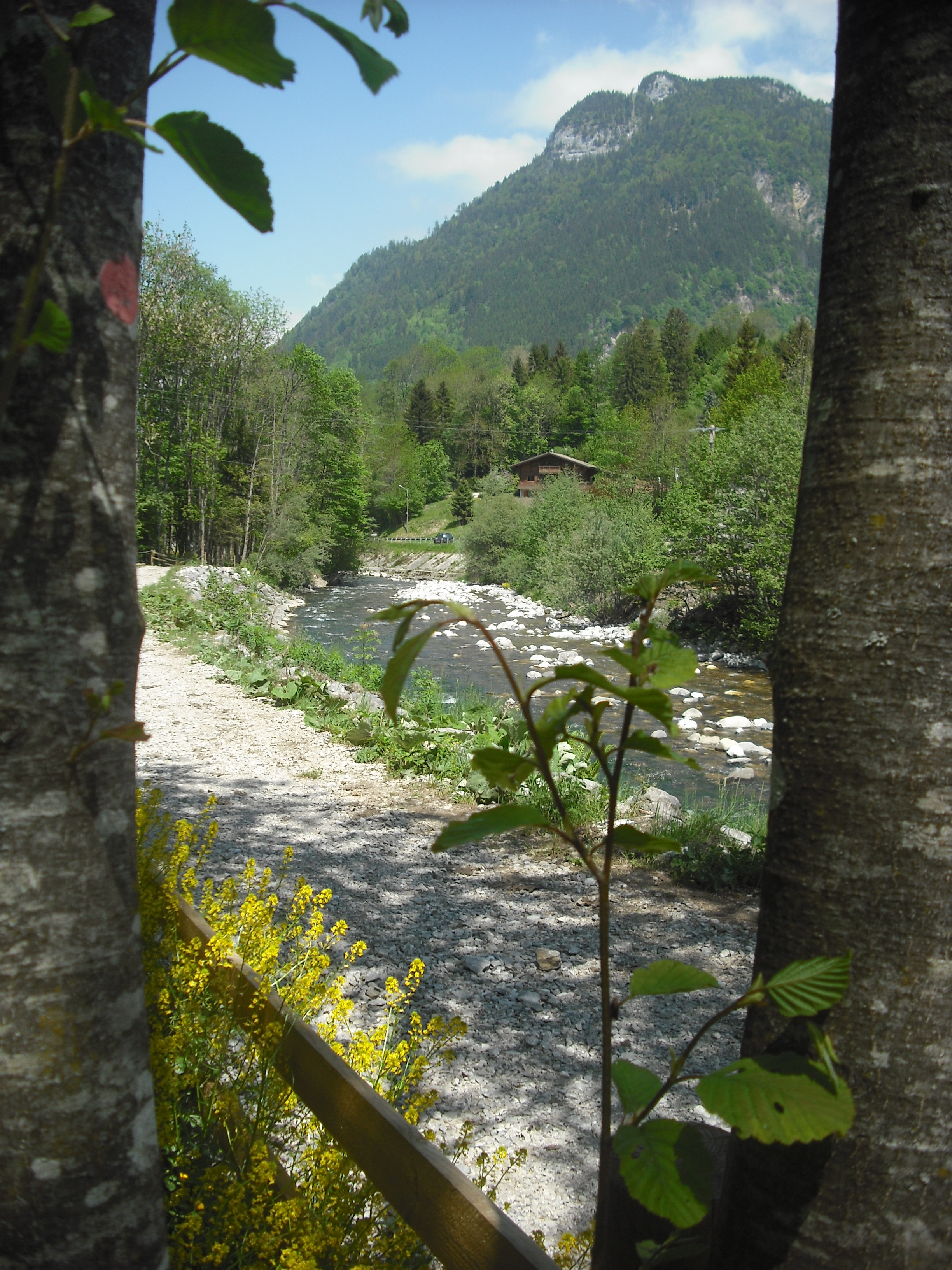
Le Borne.
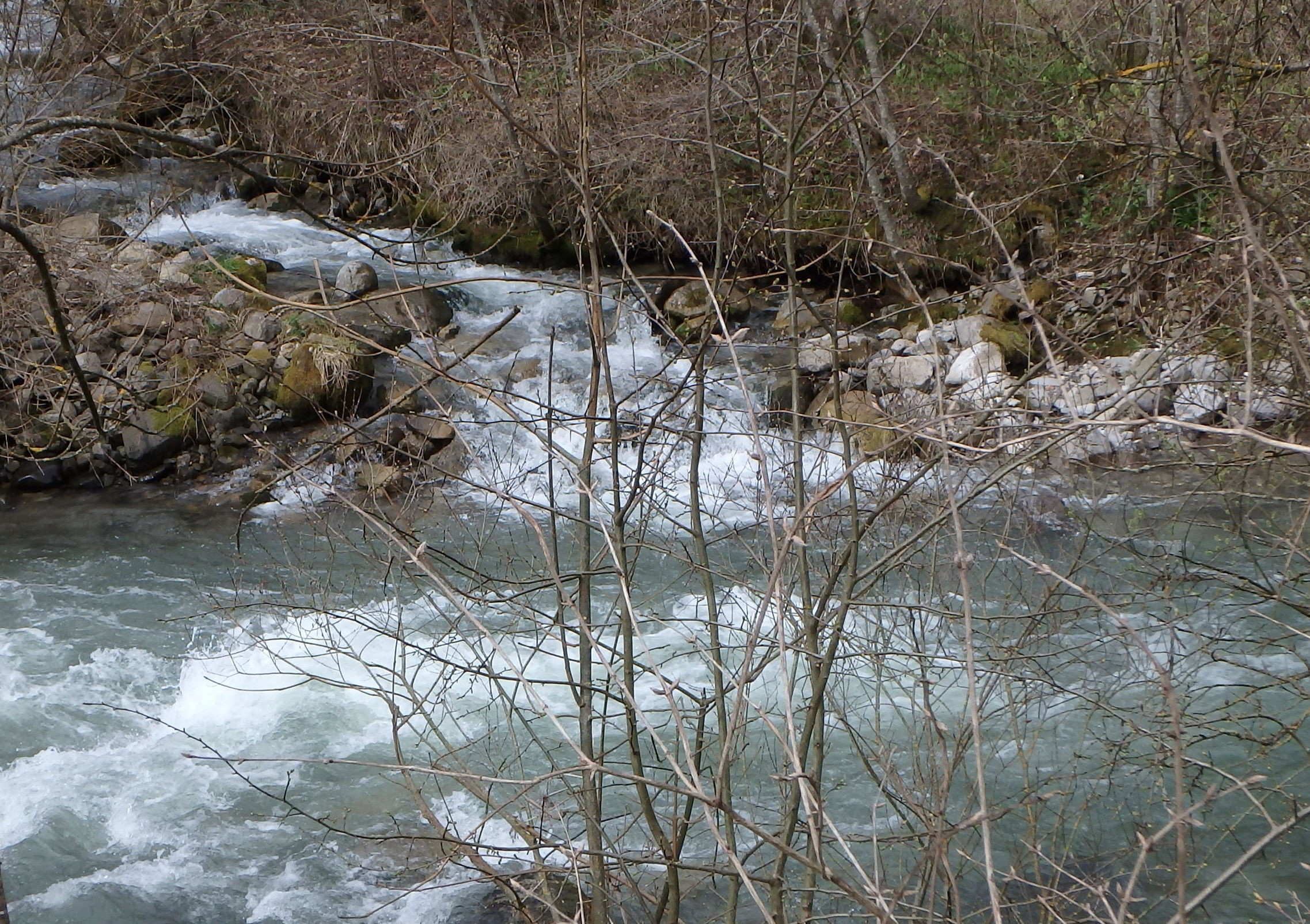
Confluence entre Le Borne et l'Overan.

La commune est traversée par la rivière le Borne. Elle fait partie du bassin versant de l'Arve. Le Borne prend sa source au pied de la pointe Percée, point culminant de la chaîne des Aravis (2 750 m), dans le névé, vers le lieu-dit "Planet" (1 666 m). Il est long de 33 km 600. Sa pente moyenne est d'environ 3,80 % ou 2,17 °C.
Sa confluence avec l'Arve se fait en aval de Bonneville. Son débit moyen est de 310 m3/s à Saint-Jean-de-Sixt, son régime est nival. Après deux barrages (Beffay - Saint-Pierre) au pont du Borne le débit n'atteint que 3 m3/s. Les étiages en ce lieu n'atteignent que 0,08 m3/s.
Cette rivière connait deux étiages, celui d’hiver et celui d’été. La complexité du réseau souterrain dû à la structure des lapiés et calcaires d’altitude explique la multiplicité des « affluents ».
Ce « paisible » torrent à la fois bucolique et sauvage cache des effets dévastateurs. Le 14 juillet 1987 de violents orages saturèrent son lit supérieur faisant dévaler un torrent furieux, provoquant d'importants dégâts : Aux Etroits 700 m de route furent emportés ainsi qu’au lieu-dit les Plains, une passerelle et le pont du hameau de la Rivière furent emportés, une scierie et une remise subirent le même sort. Sur la commune voisine du Grand-Bornand, on dénombra 21 morts et deux disparus.
Entremont disperse ses alpages, ses forêts et ses hameaux de part et d'autre de la rivière qui réglait toute la vie de la vallée.
Les affluents (torrents, nants, rus ou ruisselets) au niveau de la commune sont, sur la rive droite : la Forclaz, la Pesse (grossie de la Lanche au chien et de la Lanche), le ru du Pont de la Cellaz, du Grand Nant (grossi du ru Planelay, la Chavanne, Chaudent, la Persire se jetant dans les Combets. Sur la rive gauche : Le Grand nant de la Frasse, les rus de la Frasse, la petite Frasse, de la Forêt, le ravin des Charbonnières, le Platon, Mouilleronde et l’Envers, Lenglet, la Grande-Haie, l’Overan (affluent principal), Malatrée, Cuvaloup, les Frasses, Chopage, de l’essert de Mollient, du Grand-Essert, des Vorziers.

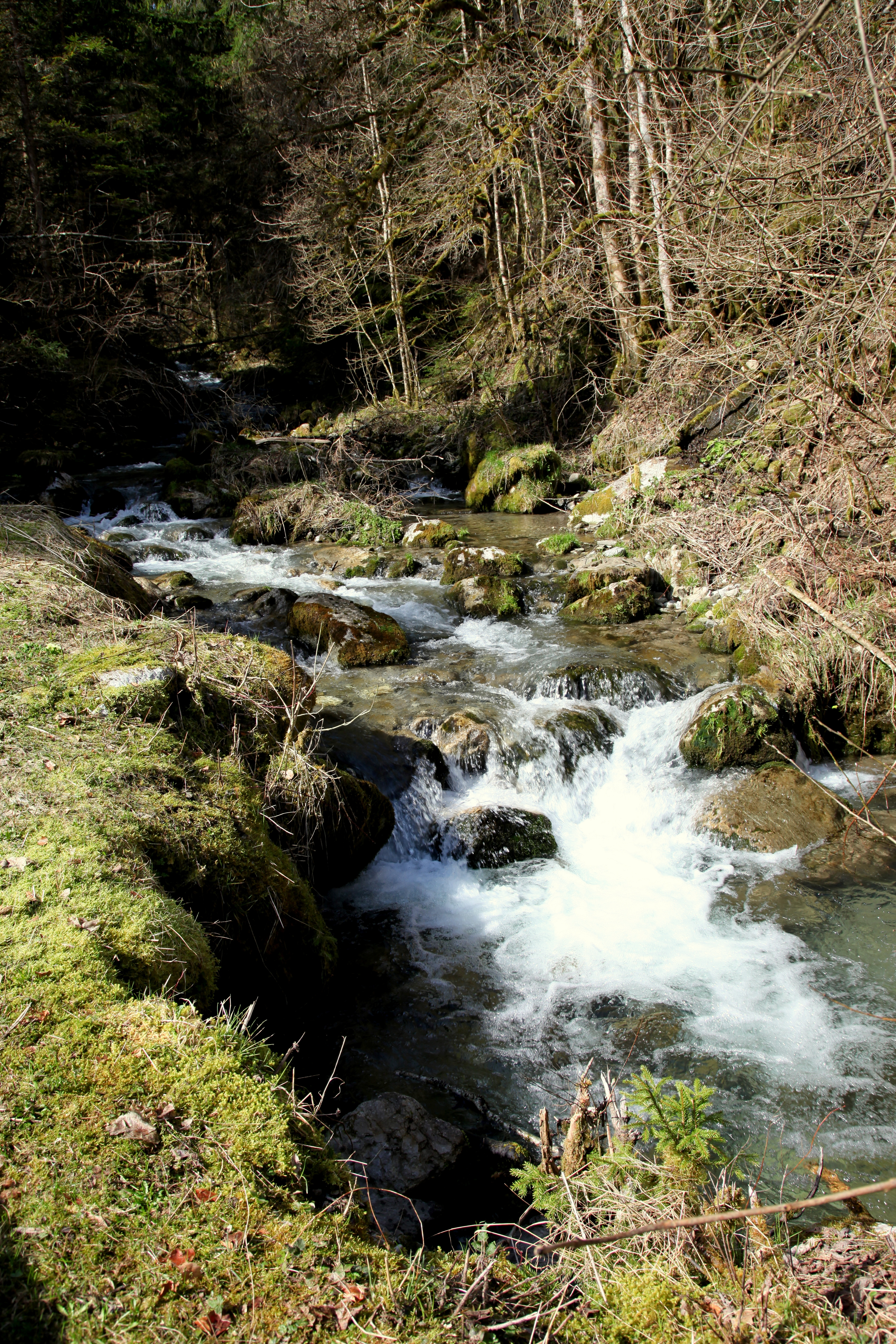
L'Overan au Pont du Moulin.

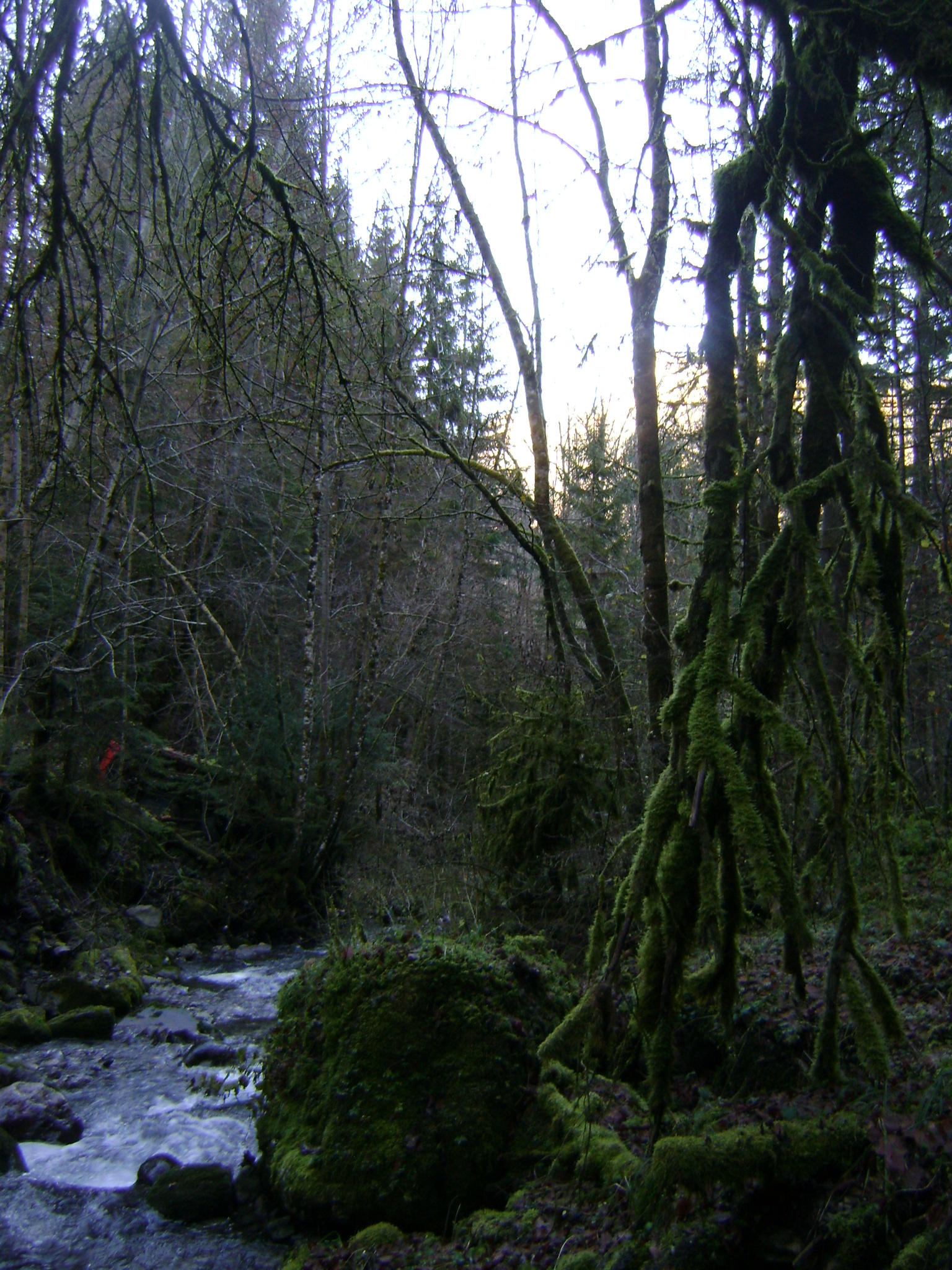
L'Overan dans les sous-bois.

L’Overan, affluent principal du Borne, a reçu le label « rivière en bon état » le 4/9/2015 de la SM3A (Syndicat Mixte d’Aménagement de l’Arve et de ses Abords). Ce label récompense les cours d’eau naturellement conservés et qui sont surveillés par l’ «Agence de l’eau ».

« En 1858, ce paisible « nant » à la suite de pluies diluviennes du 31 octobre vers 22h00 au 1er novembre vers 10h00 devint un torrent furieux. Les nombreux ruisseaux en amont, gonflés depuis le col de la Buffaz firent des dégâts considérables. Le « Moulin de l’Envers du Regard » fut partiellement emporté, le parvis de l’église fut érodé déracinant même un tilleul séculaire, le pont du « Regard » et le pont du « Pré- aux-Dones » disparurent dans les flots. Les eaux tumultueuses du Borne emportèrent, ces mêmes heures, la levée du moulin au lieu-dit, « La Rivière », les sous-poutres du pont « Chez Levet », le pont des « Plains » et la « Grande Planche ». (une planche étant un « plateau » de menuiserie, soit une passerelle en bois sans parapet.» »

— Texte écrit par le curé Jean-Marie Claret-Tournier, dit Tournier, né à Chamonix le 5 avril 1808, ordonné le 8 juin 1838, curé d’Entremont de 1857 à 1863 et décédé le 18/2/1876 à Viuz-en-Sallaz.
Une partie du Borne sert de réserve de pêche du pont de la scierie Rochet, lieu-dit le Villaret (Saint-Jean-de-Sixt) à l’aval du ruisseau de la Forclaz (Entremont). Les nants se terminent souvent en cascade compte tenu de la forte déclivité. Ces nants étaient particulièrement importants pour l'industrie forestière (notamment dans les hameaux du Pont, de la Rivière, des Charbonnières), céréalière (au Pont, la Rivière, les Charbonnières), pour les " battoirs de chanvre" (au Pont) et une forge à la Rivière, jusque 1913.
Avant de couler au fond de la vallée, les eaux de pluie et de fonte des neiges suivent un long parcours. Le calcaire est sensible aux acides que contiennent les eaux en faible quantité. Cette dissolution est extrêmement lente, mais elle s'exerce depuis des millions d'années. Les sommets et falaises qui dominent Entremont cachent donc un réseau complexe de galeries naturelles dans lesquelles l'eau circule, parfois sous pression.
Bien que recevant près de 2 000 mm d'eau par an (contre 1 200 mm à Annecy et 900 mm à Genève dans la plaine), les reliefs apparaissent arides. Par contre, sous les lapiés, d'importantes quantités d'eau forment de véritables cours d'eau souterrains qui émergent dans les vallées souvent sous forme de cascades. Les eaux infiltrées se concentrent à cause des plis et fractures qui orientent les écoulements grâce aux roches imperméables qui sont situées à la base des calcaires solubles. Le réseau souterrain de la Diau, par exemple, avec plus de 25 km de galeries étagées sur un dénivelé de 700 m constitue une des grandes cavités de France.
Actuellement, quatre gouffres permettent aux spéléologues d'effectuer des traversées intégrales depuis la surface des lapiés du plateau Parmelan-Glières jusqu'à la sortie par le vaste porche de la grotte de la Diau.
La plus importante de ces rivières souterraines, celle de Morette, drainant la combe d'Ablon, la montagne de tête Ronde et la plus grande partie du plateau des Glières, reste à découvrir.

### Climat
La situation d'Entremont, d'une altitude médiane de 1 387 m, place la commune dans un milieu continental montagnard caractérisé par une humidité marquée. Les hivers sont plus froids et neigeux, et la saison estivale douce avec parfois des épisodes orageux. Les intersaisons (avril et octobre) sont aussi en moyenne plus humides.
L'amplitude thermique est proche de celle observée pour la ville d'Annecy, 20,7 °C.

### Faune
Les animaux sauvages sont nombreux dans les montagnes environnantes et les différents alpages.
Le randonneur peut facilement découvrir le chamois aux cornes fines en crochets qui doit trouver suffisamment d'affleurements rocheux pour user ses sabots.
Le bouquetin, peu farouche, se laisse facilement approcher. Le mâle possède des cornes très développées (environ 1 m), sa compagne est coiffée de cornes de 30 cm. Les bouquetins se déplacent dans les endroits les plus escarpés.
En hiver, dans la neige il est facile de repérer la présence du blanchot (dit lièvre variable), sa trace est caractéristique, elle est composée de quatre empreintes distinctes. Ce lièvre, à l'activité plutôt nocturne, mue en automne son pelage de marron en blanc, et, à partir de mai redevient marron uniforme.
Des ongulés sauvages fréquentent forêts et alpages : le chevreuil, reconnaissable à l'absence de queue, à une tache blanche au postérieur, aux bois ramifiés pour les mâles ; le cerf coiffé de bois aux grandes dimensions qui permettent de définir son âge. On dit : un six cors, un huit cors...
Le sanglier, très farouche, franchit routes et champs ne regardant que devant lui. Un autre indice de sa présence s'observe dans des creux de terre humide, les souilles, dans lesquelles il s'est vautré.
La marmotte, animal révéré, siffle tout l'été dans les alpages et même les jardins situés vers 1 200 m.
Enfin, la présence du loup attestée depuis 2000, pose de nombreux problèmes à l'économie agropastorale, avec des attaques de troupeaux en 2009 ou encore 2011. En 2009, une louve est abattue au plateau des Glières, sur arrêté préfectoral.
Les randonneurs faisant une pause casse-croûte pourront voir s'approcher une bande d'oiseaux espiègles et quelque peu chapardeurs, le chocard à bec jaune et aux pattes rouges (appelés Choucas par la population des Bornes.)
L'aigle royal et son vol majestueux glisse et plane avec de rares battements d'ailes, il est le champion de l'utilisation des thermiques ascendantes. Longtemps, ce fut le plus grand rapace de l'Alpe, mais depuis une vingtaine d'années il est détrôné par le Gypaète barbu réintroduit grâce à la LPO (Ligue pour la protection des oiseaux). Son envergure peut atteindre 2,75 m, il est charognard et se nourrit d'os, aussi vole-t-il souvent très près du relief à la recherche de cadavres d'animaux. Ses ailes sont sombres, le ventre de l'adulte est jaunâtre orangé et rouille à la poitrine.
D'autres rapaces sillonnent le ciel : le faucon pèlerin, aux ailes pointues et au vol rapide coupé de longues planées; l'autour des palombes qui chasse en rasant le sol ; le grand-duc qui, lui, chasse à l'aube et au crépuscule ; la chouette de Tengmalm, très difficile à voir.
À la frontière de l'alpe et de la forêt on rencontrera un oiseau au plumage luisant noir bleuté, la queue en forme de lyre : le tétras-lyre ou petit coq de bruyère. La femelle présente un plumage brun et strié et une queue légèrement fourchue.
Le Borne abrite principalement la truite fario et la truite arc-en-ciel.

### Flore
La répartition du territoire entremontain se décline ainsi :
- Alpages : 113,94 ha (soit : 6,35 % du territoire) ;
- Alpages hors zones forestières : 252,99 ha (soit 14,10 % du territoire) ;
- Forêts publiques : 379,17 ha (soit  21,13 % du territoire) ;
- Forêts privées : 662,39 ha (soit 36,91 % du territoire) ;
- Autres : 385,97 ha (soit 21,51 % du territoire).

La forêt représente : 1 041,56 ha (soit 58,04 % du territoire), l’espace rural total représente : 1 794,46 ha.

#### Les prairies d'alpage
Elles constituent avec la pessière (forêt d'épicéas) les deux éléments dominant du paysage végétal de la vallée.
Après la « fonte » et avant la pousse des graminées, on trouve la jonquille (ou faux narcisse), le crocus, la soldanelle des Alpes de la même famille que la primevère, la pulsatille des Alpes.
Durant l'été, ces pâturages nous offrent la grande astrance, la doronic (marguerite jaune), la grande gentiane jaune, aux feuilles opposées (à ne pas confondre avec le vératre, aux feuilles alternées), le lys martagon (rare et fragile).
L'automne voit fleurir le colchique, la gentiane ciliée et la gentiane jaune.
Dans les secteurs humides, telle la tourbière de Glières, le promeneur rencontre le trolle d'Europe dit Trolle des Alpes et les sphaignes qui forment un tapis mousseux et élastique gorgé d'eau. La linaigrette ou herbes à coton ainsi nommées pour leur houppe cotonneuse.

#### Les hêtraies ou les pessières
La hêtraie forme la base des pentes d'éboulis des versants humides sous les grands escarpements calcaires.
Les hêtraies pures  sont rares. Plus souvent les hêtres (ou fayards) constituent avec les sapins (sapin rouge ou épicéa et sapin blanc ou (sapin pectiné) et les mélèzes des forêts mixtes.
Le sous-bois est souvent luxuriant du fait de l'humidité et de la richesse du sol, fougères et champignons colonisent cet espace. Localement, lorsque l'épaisseur d'humus est suffisante la myrtille commune se développe en peuplement dense.
L'épicéa domine, car moins exigeant et poussant plus rapidement que le sapin blanc. Le premier se reconnaît à son tronc verruqueux rougeâtre, ses cônes pendants, ses aiguilles piquantes implantées autour du rameau.
Le sapin pectiné diffère par son tronc plus lisse, grisâtre, ses branches relevées, ses cônes dressés et ses aiguilles non piquantes avec deux sillons blanchâtres dessous et disposées à plat.

#### L'Alpe
Ces pelouses se développent vers 1 500 m. Les plantes de plus de 30 cm ne se maintiennent que dans les secteurs abrités.
Cette pelouse alpine est la zone de transition où progresse la forêt. Cet espace est utilisé pour le pâturage des génisses.
Plus haut, les herbacées ne conviennent qu'aux seuls moutons qui y côtoient le chamois et les bouquetins. Dans les fentes des lapiaz, se nichent en mai-juin l'oreille d'ours ou (primevère auriculée) aux fleurs jaunes, ainsi que la caractéristique saxifrage (le perce pierre).
Sur les escarpements rocheux, les pinèdes forment des forêts clairsemées.
Le sol de ces pinèdes est presque absent, il est établi sur des roches calcaires solubles d'une grande pureté. 
Très exigeant en lumière, le pin à crochets (pin de montagne) est la seule essence rustique qui résiste dans ces sites battus par les vents et pauvres en eau. Dans les lieux ventés le pin se développe mal verticalement et adopte une croissance basse et horizontale.
La bruyère, les coussins de genévrier y croissent, tandis que dans les creux les plus ombragés et au manteau neigeux persistant les rhododendrons offrent leur splendeur.

## Toponymie
Il semblerait que la commune tienne son nom de sa situation topographique, dans une combe,,. Blotti entre le massif des Aravis et celui des Bornes, le village est situé sur le penchant inférieur de la "montagne des Auges" (1 822 m). Le village ou l'abbaye sont mentionnés sous les formes « Intramontis » ou « Intermontium », entre les monts donc, qui ont donné « Inter montes » (1154) et « Entremonz » (1275), « de encombra monte » (1301), ou encore « abbas de Intermontium » (v. 1344),.
En francoprovençal, le nom de la commune s'écrit Intreman, selon la graphie de Conflans.

## Histoire
Dès 1050, la combe semble posséder un habitat dispersé et une très faible densité de population.
En 1115, des chanoines originaires d'Abondance s'installent et créent un Prieuré, ils sont menés par le prieur Burcard,.

### De la naissance à la Renaissance
Le 1er février 1154, le prieuré évolue en abbaye sous le vocable « Abbas de Intermontium », « Sanctu Maria inter montes », grâce au prieur Burcard, devenu entre-temps abbé d'Abondance, et par le don de terres du comte de Genève, avec qui il était parent,. Cependant, un siècle plus tard, l'abbaye est peu dynamique.
De 1154 à 1279, sept abbés se succédèrent, six églises étaient  placées sous l’autorité des abbés. Ce temps fut pour « Sanctu Maria inter montes » celui d’une influence spirituelle et matérielle considérable. Par leurs travaux littéraires et leurs recherches savantes, Entremont était devenue, comme les abbayes de Sixt et d’Abondance, un centre de lumière et de civilisation.
Au XIIIe siècle, l'abbaye est placée sous la congrégation de Saint-Ruph,. Les abbés émanent de 1395 à 1462 des membres de la famille de Verboux.
Une église primitive est décrite dès le XIIe siècle. L'église de l'abbaye, placée sous le patronage de Notre-Dame de l'Assomption, est remaniée au XVe siècle.
L'abbé Marc-Antoine Granery, en 1680, effectue des travaux de restauration de l'édifice. L'église fait l'objet d'un pèlerinage important en lien avec la possession de reliques de plus d'une dizaine de saints. 
De nombreux pèlerins se rendent à Entremont entre le 15 août et le 8 septembre,. Par ailleurs, l'abbaye dit posséder une « ampoule du lait de la Vierge », celle-ci sera vénérée par les femmes de la vallée qui venaient prier « Notre Dame de tous les Seins ». L'église portera ainsi le nom de Église Notre-Dame-de-Tous-les-Saints.
Les religieux quittent définitivement le village en 1776.

### La naissance d’une commune
Le 8 juin 1772, pour l’affranchissement des édits féodaux, les Entremontains versent la somme de 6 500 livres.
Comme les communes voisines du Petit-Bornand et du Grand-Bornand appartenant à l’abbaye, une nouvelle commune est née. Les différents actes sont autorisés et publiés en 1774, sous le règne de Victor-Amédée III de Sardaigne. L’affranchissement ne fut pas reçu avec l’enthousiasme supposé, mais avec méfiance : « Ces Savoyards, le Bon Dieu leur ferait pleuvoir des sequins, qu’ils se plaindraient qu’ils cassent les tuiles ! » (Victor-Amédée III).
Depuis le 1er janvier 2019, Entremont a fusionné avec la commune voisine de Petit-Bornand les Glières pour former la commune nouvelle de Glières-Val-de-Borne dont les habitants se nomment Glièrois & Glièroises.

### LeXIXesiècle

#### Vie pastorale
La Savoie du nord en 1845 connut l’inversement des « fortunes ». La pauvreté traditionnelle de la plaine faisait contraste avec l’aisance de la « montagne ». Les écarts se réduisent et les propriétaires montagnards se trouvent lourdement handicapés par un endettement chronique.
Dans la vallée du Borne (Entremont et Le Petit-Bornand), « …un grand nombre de familles qui autrefois étaient dans un grand état d’aisance et même de petite fortune, sont aujourd’hui réduites dans un pitoyable état d’indigence et de misère ». La nourriture est médiocre, sans aucune variété ; pain d’avoine, pommes de terre, laitage. L’habitat semble lui aussi se dégrader.
Les procédés de culture sont routiniers et quelque peu archaïques. Dans les communes de montagne, les paysans s’échinent à travailler un sol ingrat avec des moyens rudimentaires, on s’obstine à produire des céréales à des altitudes inadéquates. Les récoltes sont souvent soumises à des hivers trop longs et des étés pluvieux. À cette misère, cet état de sous-développement, les curés sont largement tentés de chercher des causes « morales ».
Par exemple, au Petit-Bornand, le nombre d’ « absents » s’élève à 450 habitants et chaque année des familles entières s’expatrient définitivement à Lyon, notamment (Michel Carquillat), Besançon, Paris ; Entremont connait le même exil.
Cette époque vit la multiplication des chapelles rurales dont la vallée du Borne n’est pas avare. Ce culte des saints coïncide avec l’apogée de la Contre-réforme en Savoie, entre la seconde moitié du XVIIe siècle et le début du XVIIIe siècle. La première partie du XIXe siècle connait un net ralentissement dans la construction d’édifices nouveaux, mais voit cependant une volonté de restaurations et de reconstructions à la suite des exactions révolutionnaires.
Les curés de la vallée signalent une interdiction de sortie des animaux à la Saint-Antoine (13 juin), cette pratique  était traditionnelle dans la vallée de Thônes et dans les vallées adjacentes.
Après la lecture du prône, le curé faisait un sermon pour les fêtes solennelles, selon l’Académie Salésienne : « (...) et un catéchisme raisonné les dimanches ordinaires, l’usage du catéchisme par  interrogats  se maintenait dans de nombreuses paroisses. » (le curé interrogeait indistinctement les paroissiens adultes ou enfants, sur les questions du catéchisme). Dans certaines communes le curé usait de cette pratique pour punir les filles qui se livraient à la danse en leur faisant réciter leur catéchisme en public.
La présence à la messe et le respect du repos dominical ne participaient pas seulement des préceptes de l’Église mais aussi des lois de l’État. Les Royales Constitutions, remises en vigueur à la « Restauration sarde », rendent obligatoires le respect des dimanches et fêtes instituées par l’épiscopat. Il est interdit ces jours là de s’adonner à des œuvres serviles, de tenir des foires et marchés.
Seul l’achat ou la vente de denrées périssables étaient autorisées, les auberges et cabarets, durant le temps de la grand’messe, des vêpres et du catéchisme de la paroisse ne devaient en aucun cas servir à boire et à manger (« Loix et constitutions de sa majesté le Roi de Sardaigne-1770, titre II. Ces dispositions ne font que reprendre la réglementation des Statuta Sabaudiæ (statuts de Savoie) de 1430.
Le « Règlement particulier pour la Savoye » ajoute à ces dispositions : « Il est défendu aux Cabaretiers des Villages de donner lesdits jours, même avant ou  après les Offices Divins, à boire ou à manger aux Habitants de la Paroisse, ni même des lieux qui n’en sont éloignés que d’un mille, à peine de cinq livres d’amende, et de prison en cas de récidive, lesquelles peines encourront aussi desdits Habitants qui iront les susdits jours boire et manger dans les cabaret (...) Il est encore défendu à qui que ce soit de s’entretenir au devant des Eglises pendant le temps des Offices Divins, du Prône et des sermons, à peine de cinq livres d’amende. » (Manifeste pour la publication du règlement particulier pour la Savoye.., chap. I, art. 2 et 4).
Dans les paroisses ferventes, le repos dominical semble avoir été respecté mais dans des communes du Genevois ou du Faucigny, aux limites des provinces, notamment Le Petit-Bornand et Entremont les paroissiens manquaient facilement la messe pour aller au marché ou pour trouver de l’embauche dans la cité de Calvin (Genève). Ces habitants de la vallée des Bornes profitaient des dimanches et fêtes pour se livrer à la contrebande.

#### Fêtes
Arnold van Gennep a montré que torches mobiles ou bûchers fixes couvraient au début du XXe siècle une grande partie du territoire haut-savoyard,.
Le dimanche de Carême fut aussi appelé « dimanche des essecarnavèles » on dressait sur les hauteurs des bûchers de paille ou de broussailles. Le terme « essecarnavèles » se décline sous les formes : escarlavé, escarnavé, escarnivel, calavré etc. Les mascarades et feux auraient dû disparaitre par les actions menées par l’Eglise, en effet les « brandons » faisaient partie des « superstitions » condamnées par « Les Constitutions et instructions synodales de Saint-François-de-Sales » (édition de 1773). « …nous défendons […], sous peine d’excommunication, ce que l’on appelle « brandons », ou certains feux que l’on porte en quelques endroits sous les arbres le premier dimanche de Carême, dans la superstitieuse idée qu’ils donneront plus de fruits. ».
Peu de coutumes populaires sont décrites dans les paroisses des « Bornes ». Une référence qui n’est pas corroborée fait référence aux œufs de Pâques, il semble que les enfants  faisaient au curé, à l’occasion de leur confession de Pâques, don de leur quête des œufs que les jeunes gens et adultes collectaient le soir du samedi saint. Cette collecte s’accomplissait en chantant la complainte de la Passion,.

#### Période de l’Annexion (1860)
Lors de la période de l’Annexion à la France, à la suite du traité de Turin du 24 mars 1860, la commune se trouve dans la partie du duché de Savoie où circule un pétitionnement en faveur d'une réunion au canton de Genève,.
Le sénateur Laity, commissaire impérial envoyé en Savoie, fit connaitre l’engagement pris envers les populations du Chablais, du genevois et du Faucigny que celles-ci pourraient voter « Oui et Zone » au plébiscite sur le traité de « cession ».
Le 22 avril 1860, dès 7 heures du matin, les habitants assistent à une messe avec « moult fastes », suivie de la bénédiction des drapeaux et l'appel solennel des électeurs. En cortège, derrière le syndic et le vicaire, les électeurs se rendent à la mairie. Ceux qui ne votent pas le 22 peuvent encore le faire le 23 avril.
Les Entremontains, électeurs du Faucigny, avaient la possibilité de voter leur réunion à la France et de maintenir, chez eux une zone défiscalisée privilégiée, cette « zone franche » perdura jusqu'en 1923. « C’était un moindre mal par rapport aux manœuvres séparatistes qui avaient précédé le plébiscite. ».
L’arrondissement de Bonneville (Faucigny) dont dépendait Entremont comptait 21 329 votants ; « Oui et Zone » obtint 21 125 voix, « Oui » 84, « Non » 88, il y eut 32 « Abstentions ».

« En conséquence des deux volontés populaires exprimées par ce plébiscite, le traité du 24 mars 1860, intervenu entre la France et la Sardaigne, accorde la réunion de la Savoie à la France, et le décret impérial du 12 juin 1860 établit le régime de la franchise douanière en faveur des populations de la région que nous appelons, depuis lors, la Zone franche de la Haute-Savoie. »

— Le Moniteur Officiel, juin 1860.
Cette situation al confine del estato développa rapidement une « poursuite » entre douaniers (Gabelous) et contrebandiers.
Malgré les risques, bon nombre d’Entremontains ont quelque peu pratiqué cette activité illégale dont le profit apportait un complément de ressources et permettait de faire vivre la famille. Les principaux passages «discrets » étaient le col de Buffaz et de la Forclaz, les contrebandiers y passaient pour diffuser leurs produits détaxés vers les habitants du reste du département notamment (Thônes et Annecy).

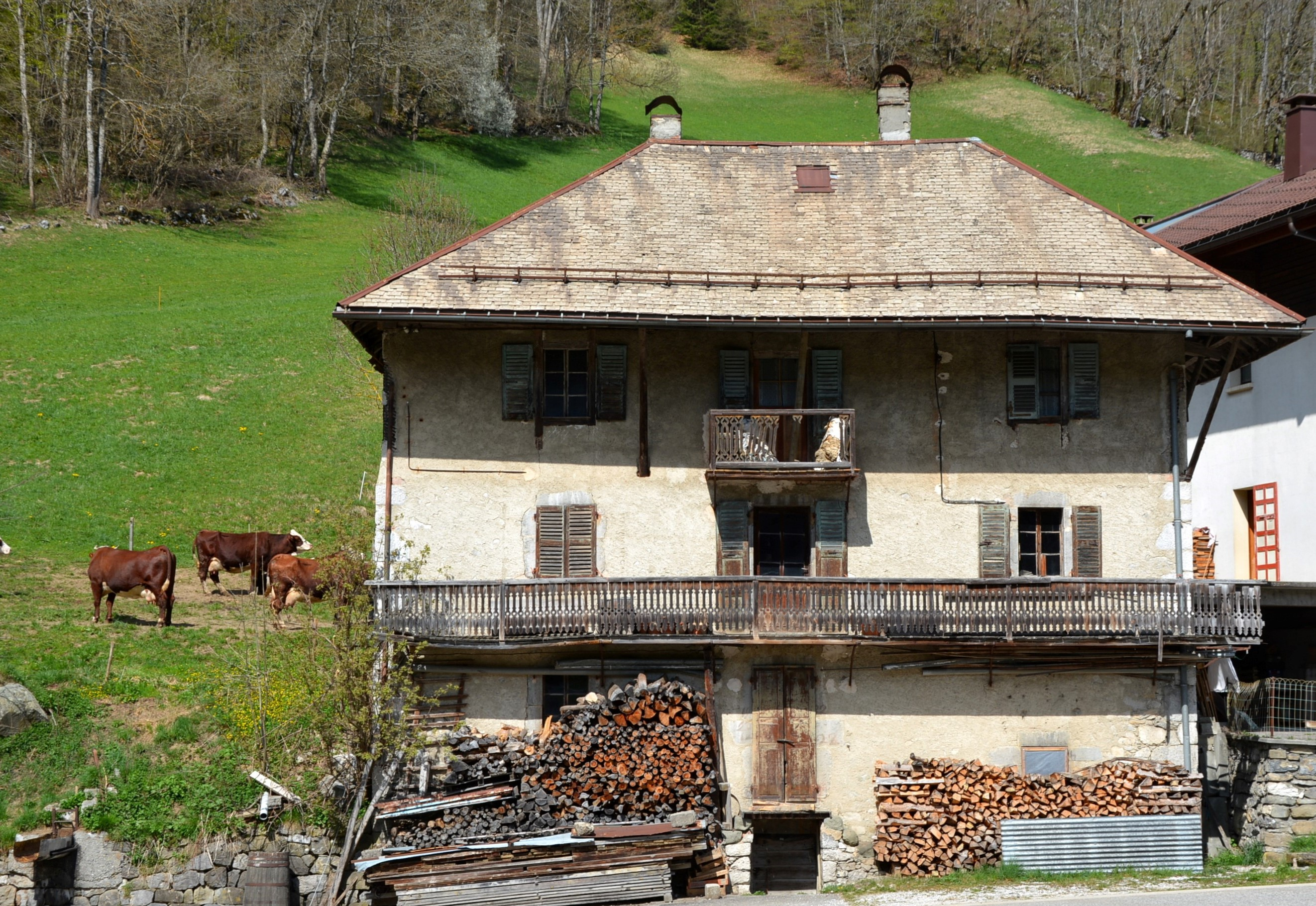
L'ancienne douane.

L’État français implanta une douane et y nomma des douaniers chargés de poursuivre les « réseaux ». De nombreux commerces prospérèrent dans le village ainsi qu’à Petit-Bornand ; en zone franche de nombreuses denrées venant de Suisse pouvaient y être achetées à prix réduit (café, sucre, épices, tabac...).
La contrebande attirait aussi des femmes et des jeunes filles qui voyaient là une « promenade utile » ! Vers 1910, les Thônaines (de Thônes), les Villardines (de Les Villards-sur-Thônes), les Saint-Jeandines (de Saint-Jean-de-Sixt) et les Bornandines (de Le Grand-Bornand), en bonne saison, réservaient leurs après-midi du dimanche pour un « voyage » à Entremont, à pied bien entendu. Les femmes confectionnaient des « taques », petits sacs en toile fixés au-dessous des grands jupons pour y dissimuler la marchandise. Les douaniers de garde au poste des « Etroits » n’étaient pas dupes de ce petit trafic, mais un sourire au passage aidait à franchir l’obstacle. Les douaniers n’avaient pas le droit de fouiller les contrebandières, mais les jours où la fouilleuse-douanière était présente, il était préférable de s’abstenir ou de faire un détour.
Grâce à cette douane installée à la sortie du village. Entremont fut donc un haut lieu de la contrebande pendant 63 ans, jusqu'à la suppression de la grande zone franche en 1923.

### Seconde Guerre mondiale
Dans la nuit du 9 mars au 10 mars 1944, Tom Morel, chef du maquis du plateau des Glières, décide de mener une opération risquée, contre l'état-major du « GMR-Aquitaine » à Entremont. L'officier de paix Couret, commandant par intérim du GMR, n'a pas respecté ses engagements à l'égard de la Résistance et son chef, le commandant Lefèbvre, arrivé le 7 mars, a refusé toute discussion avec le maquis.
Plus d'une centaine de maquisards participent à l'opération. Un des groupes, commandé directement par Tom Morel, réussit à prendre l'hôtel de France, siège de l'état-major des GMR. Les maquisards désarment leurs prisonniers, mais le commandant Lefèbvre brandit un petit revolver qu'il avait dissimulé et tire à bout portant sur Tom Morel qui s'effondre, tué sur le coup d'une balle en plein cœur. Lefèbvre est immédiatement abattu d'une rafale. Le corps du lieutenant Tom Morel est remonté sur le plateau des Glières où il est enterré le 13 mars après une émouvante cérémonie religieuse organisée par Jean Truffy, curé des Glières. Le 12 mars 1944 au soir, l’abbé accueillit le père et la mère de Tom Morel, décédé deux jours plus tôt.
Le 13, l’abbé Truffy les guide vers le plateau, assiste à la sépulture qu'il a organisée et qui sera officiée par l'abbé Benoit de Marignier dans le chalet de « l'infirmerie » devant une délégation de toutes les sections.
Un monument et une plaque commémorative, apposée sur l'ex-hôtel de France, rappellent cet épisode de la Résistance.

### Fusion de communes
Un projet de fusion de communes avec Le Petit-Bornand-les-Glières a été voté par les deux conseils municipaux le lundi 16 avril 2018. La fusion a été validée par la préfet de Haute-Savoie le 27 juin 2018 et la commune nouvelle qui prit le nom de Glières-Val-de-Borne remplace officiellement les deux anciennes le 1er janvier 2019. Une partie de la population et les membres de l’association Adelove21 — Association pour une démocratie locale vivante à Entremont, dont fait partie l'ancien maire d’Entremont (1989-2014), Gilles Maistre — ont réclamé un référendum communal qui n'a pas été considéré, notamment sur la question du rattachement à communauté de communes Faucigny-Glières, tournée sur la vallée de l'Arve, et non plus à la communauté de communes des Vallées de Thônes et les Aravis,.

## Politique et administration

### Situation administrative
Attaché à l'ancien Bonneville, la commune appartient depuis le redécoupage cantonal de 2014, au canton de Faverges. La ville de Faverges-Seythenex en est le bureau centralisateur.
Entremont est membre de la communauté de communes des vallées de Thônes qui compte treize communes.
La commune relève de l'arrondissement d'Annecy et de la deuxième circonscription de la Haute-Savoie.

### Administration municipale
Le nombre d'habitants au dernier recensement étant compris entre 500 et 1 499, le nombre de membres du conseil municipal est de 15.

### Liste des maires

#### Histoire
Avant l'invasion des troupes révolutionnaires françaises en 1792, le village d’Entremont était dirigé par le "Premier syndic" et son conseil. L'annexion du duché de Savoie voit se mettre en place l'administration française dont la fonction de maire. À la suite de la Restauration des États de Savoie en 1815, Entremont retrouve le système de gestion sarde jusqu'à l'Annexion de la Savoie à la France, à la suite du traité de Turin de 1860.
En juin 1860, le duché de Savoie est réuni à la France. Les maires sont nommés par l’Empereur, pour une durée de quatre ans. À la suite de la chute du Second Empire, au cours des trois premières républiques, les maires sont de nouveaux à la tête des communes et sont élus par les citoyens. Durant la période du Régime de Vichy (1941-1944), le représentant de la commune est nommé.
| Période                                  | Période          | Identité            | Étiquette | Qualité                                             |
| ---------------------------------------- | ---------------- | ------------------- | --------- | --------------------------------------------------- |
| Les données manquantes sont à compléter. |                  |                     |           |                                                     |
| mai 1897                                 | mai 1899         | Victor Favre        |           |                                                     |
| mai 1899                                 | mai 1912         | Claude Dupont       |           |                                                     |
| mai 1912                                 | avril 1919       | J.Joseph Pernet     |           |                                                     |
| avril 1919                               | mai 1935         | J.Philippe Favre    | Radical   | Conseiller d'arrondissement du canton de Bonneville |
| mai 1935                                 | juin 1945        | Joseph Pessay       |           |                                                     |
| juin 1945                                | déc. 1947        | François Maistre    |           |                                                     |
| déc. 1947                                | juin 1955        | Jean Favre          |           |                                                     |
| juin 1955                                | mars 1959        | J.Philippe Favre    |           |                                                     |
| mars 1959                                | mars 1965        | Lucien Dupont       |           |                                                     |
| mars 1965                                | mars 1971        | Aimé Donzel         |           |                                                     |
| mars 1971                                | mars 1977        | Marcel Betend       |           |                                                     |
| mars 1977                                | mars 1983        | Paul Mermillod      |           |                                                     |
| mars 1983                                | mars 1989        | Joseph Goy          |           |                                                     |
| mars 1989                                | octobre 1989     | Louis Julien        |           |                                                     |
| octobre 1989                             | mai 2014         | Gilles Maistre      | Les Verts |                                                     |
| mars 2014                                | 31 décembre 2018 | Christophe Fournier | DVG       | Employé                                             |
| Les données manquantes sont à compléter. |                  |                     |           |                                                     |

### Politique de développement durable
La commune a engagé une politique de développement durable en lançant une démarche d'Agenda 21 en 2006.

## Population et société
Les habitants d'Entremont sont appelés les Entremontains. On trouve également parfois la forme Entremoyens. Le sobriquet des habitants était en patois les Doyeux (Joueurs), au XIXe siècle.

### Démographie
L'évolution du nombre d'habitants est connue à travers les recensements de la population effectués dans la commune depuis 1793. Pour les communes de moins de 10 000 habitants, une enquête de recensement portant sur toute la population est réalisée tous les cinq ans, les populations de référence des années intermédiaires étant quant à elles estimées par interpolation ou extrapolation. Pour la commune, le premier recensement exhaustif entrant dans le cadre du nouveau dispositif a été réalisé en 2004.

En 2016, la commune comptait 661 habitants, en évolution de +7,13 % par rapport à 2010 (Haute-Savoie : +6,01 %, France hors Mayotte : +2,11 %).
| 1793 | 1800 | 1806 | 1822 | 1838 | 1848 | 1858 | 1861 | 1866 |
| ---- | ---- | ---- | ---- | ---- | ---- | ---- | ---- | ---- |
| 675  | 560  | 641  | 702  | 882  | 818  | 573  | 540  | 571  |

| 1872 | 1876 | 1881 | 1886 | 1891 | 1896 | 1901 | 1906 | 1911 |
| ---- | ---- | ---- | ---- | ---- | ---- | ---- | ---- | ---- |
| 612  | 642  | 646  | 652  | 668  | 595  | 589  | 612  | 604  |

| 1921 | 1926 | 1931 | 1936 | 1946 | 1954 | 1962 | 1968 | 1975 |
| ---- | ---- | ---- | ---- | ---- | ---- | ---- | ---- | ---- |
| 521  | 449  | 478  | 465  | 429  | 383  | 325  | 313  | 286  |

| 1982 | 1990 | 1999 | 2004 | 2006 | 2009 | 2014 | 2016 | - |
| ---- | ---- | ---- | ---- | ---- | ---- | ---- | ---- | - |
| 288  | 346  | 462  | 533  | 545  | 619  | 662  | 661  | - |

### Enseignement
La commune d'Entremont est située dans l'académie de Grenoble.
En 2015, elle administre une école maternelle et une école élémentaire « Tom Morel » regroupant 65 élèves.
Le collège de rattachement est le collège les Aravis, situé dans la zone artisanale Perrasses de Thônes. Toutefois, certains élèvent s'inscrivent dans l'établissement privé sous contrat Saint-Joseph (collège-lycée) de cette même ville.

### Médias

#### Radios et télévisions
Le village est couvert par des antennes locales de radios dont France Bleu Pays de Savoie, ODS radio, Radio Semnoz… Enfin, la chaîne de télévision locale TV8 Mont-Blanc diffuse des émissions sur les pays de Savoie. Régulièrement l'émission La Place du village expose la vie locale du bassin annécien. France 3 et sa station régionale France 3 Alpes, peuvent parfois relater les faits de vie de la commune.

#### Presse et magazines
La presse écrite locale est représentée par des titres comme Le Dauphiné libéré, L'Essor savoyard, Le Messager - éditions: Genevois-Faucigny, le Courrier savoyard.

### Équipements et services
•	Mairie.
•	Agence postale communale.
•	Point-Info-tourisme (Durant les vacances scolaires).
•	A.D.M.R.
•	Bibliothèque (les mardis et vendredis de 16 h à 19 h).

### Sports
•	Pêche en rivière.
•	VTT.
•	Randonnées en moyenne montagne (30 km) - Topo-guide au point info ou en mairie.
•	Escalade en milieu naturel : falaises équipées de Cenise, de Delairaz, de Sous-Darenday, de la Puya (Petit-Bornand).
•	Piscines à Bonneville, Grand-Bornand, La Clusaz, Thônes.
•	Ski de fond et Raquettes au plateau des Glières – 35 km de pistes (tous niveaux) – entre 1 450 et 1 680 m d'altitude.
•	Ski-Club.

### Santé
La commune du Entremont appartient au « Bassin 74136 : Le Grand-Bornand », qui regroupe deux communes. La desserte médicale est estimée en septembre 2012 à un médecin généraliste pour 962 hab., pour le bassin. Le médecin le plus proche se trouve dans la commune voisine de Petit-Bornand, où l'on trouve également un cabinet infirmier. Les deux groupes médicaux et pharmacies les plus proches se trouvent soit à Saint-Jean-de-Sixt, soit au Grand-Bornand (5 km).

### Manifestations culturelles et festivités
- Juillet-août - Visite guidée du Prieuré, de l'Église et du Trésor (mardis et vendredis à 15 h).
- Juillet - le 3e dimanche - vide-grenier.
- Juillet - le dernier dimanche - Fête de l'alpage des Auges.
- Le 15 août - Fête du village.
- Début septembre - Festival "Auprès de mon arbre".
- Décembre - le deuxième dimanche - Marché de Noël.

## Économie

### Tourisme
Le tourisme de masse qui touche les Alpes depuis un demi-siècle a des conséquences importantes sur la faune, la flore et le réseau hydrologique. 
Le village reste loin des « concepts-marketing ».
Il est une des approches douces de la découverte de la montagne. Aucun sommet n’est menacé d’équipements mécaniques ou immobiliers.
Le village est dynamisé par la présence de 17 associations et s’efforce de maintenir une qualité de vie en lien avec le milieu montagnard savoyard.
La proximité des grandes stations des Aravis (Le Grand-Bornand, La Clusaz) est un atout pour la commune.
Dès 1935, des pionniers créent avec le concours de la municipalité un embryon de Syndicat d’initiative déclarant : « (...) La situation géographique, au centre du département et ses belles montagnes, ses magnifiques forêts doivent faire apprécier [la commune] et en faire un centre de villégiature idéal... ».
Le village offre une multitude de possibilités tant par ses randonnées balisées en alpage (environ 30 km) que par ses auberges-refuges d'altitude qui reçoivent le randonneur en quête de nature et de sérénité. Les 30 km de sentiers balisés se mêlent étroitement aux 100 km des villages voisins.
La « Galerie Miléna », place de l’Abbaye, offre une cymaise dédiée aux œuvres picturales et photographiques de la Société des Artistes du Borne.
Dès 1980, l’association pour la Sauvegarde du Patrimoine d'Entremont prend en charge la mise en valeur des monuments et des traditions ; depuis 2005 des visites guidées du musée du Prieuré, de l’église et du Trésor sont organisées.
En 2014, la capacité d'accueil du village, estimée par l'organisme Savoie Mont Blanc, est de 1 121 lits touristiques répartis dans 182 établissements. Il y avait 1 152 lits en 1995. Les hébergements marchands se répartissent comme suit : 18 meublés ; 2 centres ou centres de vacances; 2 refuges ou gîtes d'étape et une chambre d'hôtes,.

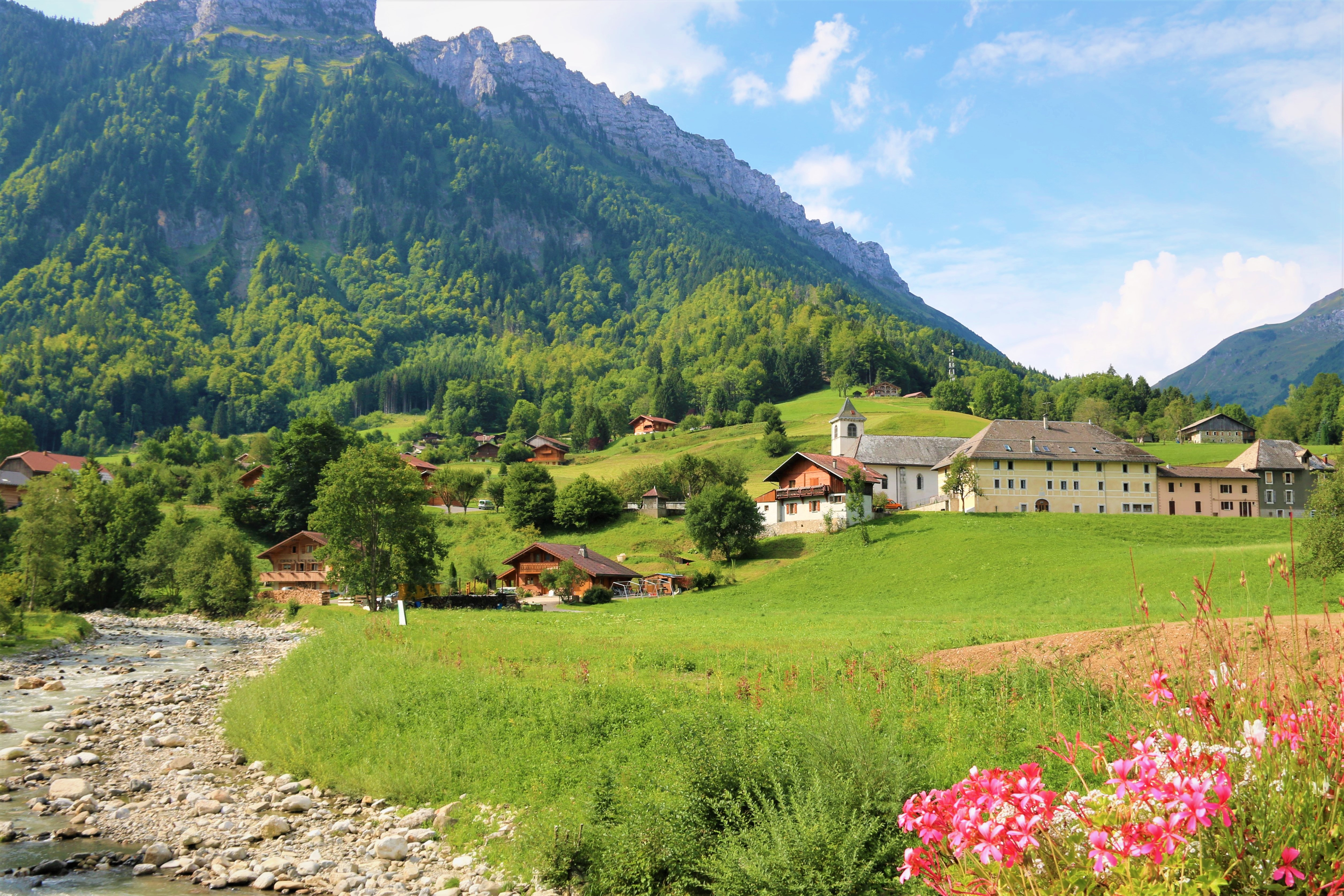
Site Abbatial

En juillet 2014, la municipalité a sollicité le Conseil d'architecture, d'urbanisme et de l'environnement  (CAUE 74) de la Haute-Savoie, notamment l'architecte du patrimoine G.Desgrandschamps, afin de mettre en valeur le site abbatial.
Les aménagements des abords de l'abbaye ainsi que des rives du Borne (enrochement, végétalisation) sont réalisées en partenariat avec le "Syndicat mixte d'aménagement de l'Arve et de ses affluents" (SM3A) et la "Haute école du paysage, d'ingénierie et d'architecture de Genève" (HEPIA).
À la suite des différents travaux, en novembre 2018, la commune a été lauréate du "Palmarès CAUE 74" pour sa réalisation,.

### Artisanat
De tous temps, les tentatives de créer des emplois pérennes animent les entrepreneurs entremontains.
L'artisanat du bois est prépondérant : menuiseries, bûcheronnage-débardage, construction de chalets, tournage sur bois.
Les artisans sont aussi présents dans les domaines de la brocante, des espaces verts, de la peinture-décoration, des tapissiers en ameublement, des travaux publics.

### Agro-pastoralisme
Le tableau ci-dessous présente les principales caractéristiques des exploitations agricoles d'Entremont, observées sur une période de 22 ans :
|                                    | 1988 | 2000 | 2010 |
| ---------------------------------- | ---- | ---- | ---- |
| Nombre d’exploitations             | 9    | 15   | 18   |
| Équivalent Unité de travail annuel | 15   | 23   | 24   |
| Surface Agricole Utile (SAU) (ha)  | 468  | 513  | 347  |
| Cheptel (nombre de têtes)          | 445  | 486  | 311  |
| Terres labourables (ha)            | 0    | s    | 0    |

#### Les fermes
Le village compte 5 fermes d’élevage de vaches laitières de la race « Abondance » ou « Tarine », de caprins. Les produits de ces fermes sont répertoriés avec le label « Fermier » :
- GAEC « Les Airelles des Glières », 55 vaches laitières (reblochon et tomme) ;
- SCEA « Le Champey », 45 vaches laitières (abondance et reblochon) ;
- Ferme « Perillat-Mercerot », 40 vaches laitières et 15 génisses (reblochon) ;
- EARL « Les Traversiers », 40 vaches laitières et 60 chèvres (reblochon, tomme, chevrotin) ;
- GAEC « Le Pas du Loup », 65 vaches laitières (reblochon, abondance, tomme, « Petit Prince des Glières »).

Soit un cheptel de 245 laitières, 15 génisses et 80 caprins, il est à noter que ces fermes pratiquent l’alpagisme et occupent 90 % de l’espace alpin en été.
L'Inalpe (la Remue, l'Emmontagnée, l'Estive) demeure un grand moment de la vie pastorale, elle s'effectue en mai (suivant l'enneigement). Ovins, caprins et bovins rejoignent l'alpe et la prairie alpine. Entremont, au centre de 5 000 hectares d'alpages entretenus et habités par les éleveurs est l'un des pôles fromager et laitier du département. La « démontagnée » s'effectue courant octobre. Le pastoralisme maintient des paysages ouverts et soignés, façonnés par des paysans garants des richesses environnementales.
L'exemple le plus marquant de l’agropastoralisme est le plateau des Glières. Aujourd'hui, cette activité continue d'être pleinement d'actualité. En 2011, sur l'ensemble du massif « Glières-Parmelan », nous retrouvons 43 fermes qui occupent 3 000 ha d'alpages occupés par 1 800 bovins, 200 caprins, 2 000 ovins et une vingtaine de chevaux. Onze de ces fermes servent comme ateliers et fabriquent sur place tomme, fromage de chèvre et reblochon.
Les unités pastorales sont regroupées au sein d'associations foncières pastorales privées et publiques pour prendre en compte l'évolution des espaces montagnards et pour tenter de concilier : pastoralisme, tourisme, foresterie, l'utilisation de l'eau, l’environnement.

#### Le pays du reblochon fermier
Entremont et Le Petit-Bornand (distants de 5 km) sont difficilement séparables l'un de l'autre tant leur imbrication dans la fabrication d'un produit spécifique les lie. Ces villages sont la porte d'entrée Nord du Pays du reblochon Fermier,.
Le reblochon fermier est fabriqué à partir du lait des vaches du seul troupeau de la ferme paissant sur l'exploitation ou ses alpages. Le pâturage et la nourriture d'hiver à base d'herbe permettent de conserver la biodiversité.
Le reblochon de Savoie serait apparu au XIIIe siècle. Le fermier limitait la traite pour réduire sa redevance. Le Seigneur parti, il effectuait une seconde traite, il « re-blochait ». À partir de ce lait, plus crémeux, était fabriqué un fromage, le reblochon,.
Depuis 1958, les caractéristiques du « reblochon fermier » sont garanties Appellation d'origine protégée (ex AOC). Ils sont distingués par une pastille de caséine verte.
Une fine plaque d'épicéa est placée sur chacune des faces du fromage afin de réguler son humidité et poursuivre lentement son affinage (« les faux fonds »). Ce reblochon fabriqué à la ferme résulte d'une traite effectuée deux fois par jour et immédiatement « travaillée », le lait doit être mis à cailler aussitôt après la traite, sans avoir été refroidi et n'être chauffé que pour conserver sa température (moins de 35 degrés). Le cahier des charges précise la zone de production, Haute-Savoie, Val d'Arly, les procédés d'élevage, de fabrication et d'affinage. Tous les reblochons de Savoie sont au lait cru (non pasteurisé).
Les races bovines sont sélectionnées, les Abondances avec leurs « lunettes » et les Tarines toutes de marron vêtues, aux yeux langoureux et cillés, sont privilégiées pour leurs propriétés laitières et montagnardes.
Il faut environ 4 litres de lait pour « fabriquer » un reblochon d'environ 450 g (diamètre 14 cm, épaisseur 3 à 4 cm). Les reblochons sont disposés sur des planches d'épicéa, au séchoir pendant 6 à 8 jours, et sont retournés quotidiennement à l'issue de chaque autre traite. Après avoir été trempés dans une saumure puis relavés, ils passeront en affinage au minimum 15 jours. Entre Entremont et Petit-Bornand, 8 fermes produisent des « reblochons fermiers », 4 fermes des « tommes fermières », 1 ferme des « chevrotins », des tommes de chèvre et du Sérac, 1 ferme produit un lait uniquement bio.
Dix familles vivent du reblochon fermier, 1 500 reblochons sont façonnés chaque jour ce qui nécessite environ 6 000 -litres de lait. Dix affineurs choient les fromages en caves spécifiques, de température et d'humidité contrôlées, constantes et naturelles. Cinq-cents vaches laitières, accompagnées d'environ (bon an, mal an) 150 génisses, occupent les fermes. Six alpages accueillent les laitières qui produiront le reblochon et la tomme.

#### La tomme
La tomme de Savoie se distingue du reblochon par le fait que le lait est chauffé (entre 35 et 40 degrés), son poids est d'au moins 1,5 kg et un affinage d'environ 10 semaines est nécessaire. C'était la tomme qui était produite le plus généralement, notamment au temps du Maquis, le plus souvent une tomme maigre faite avec du lait écrémé était produite de façon à pouvoir produire aussi du beurre. C'est cette tomme qui était désignée par le mot fromage, le reblochon était alors un produit de luxe réservé à la vente.

#### L'alpage des Auges

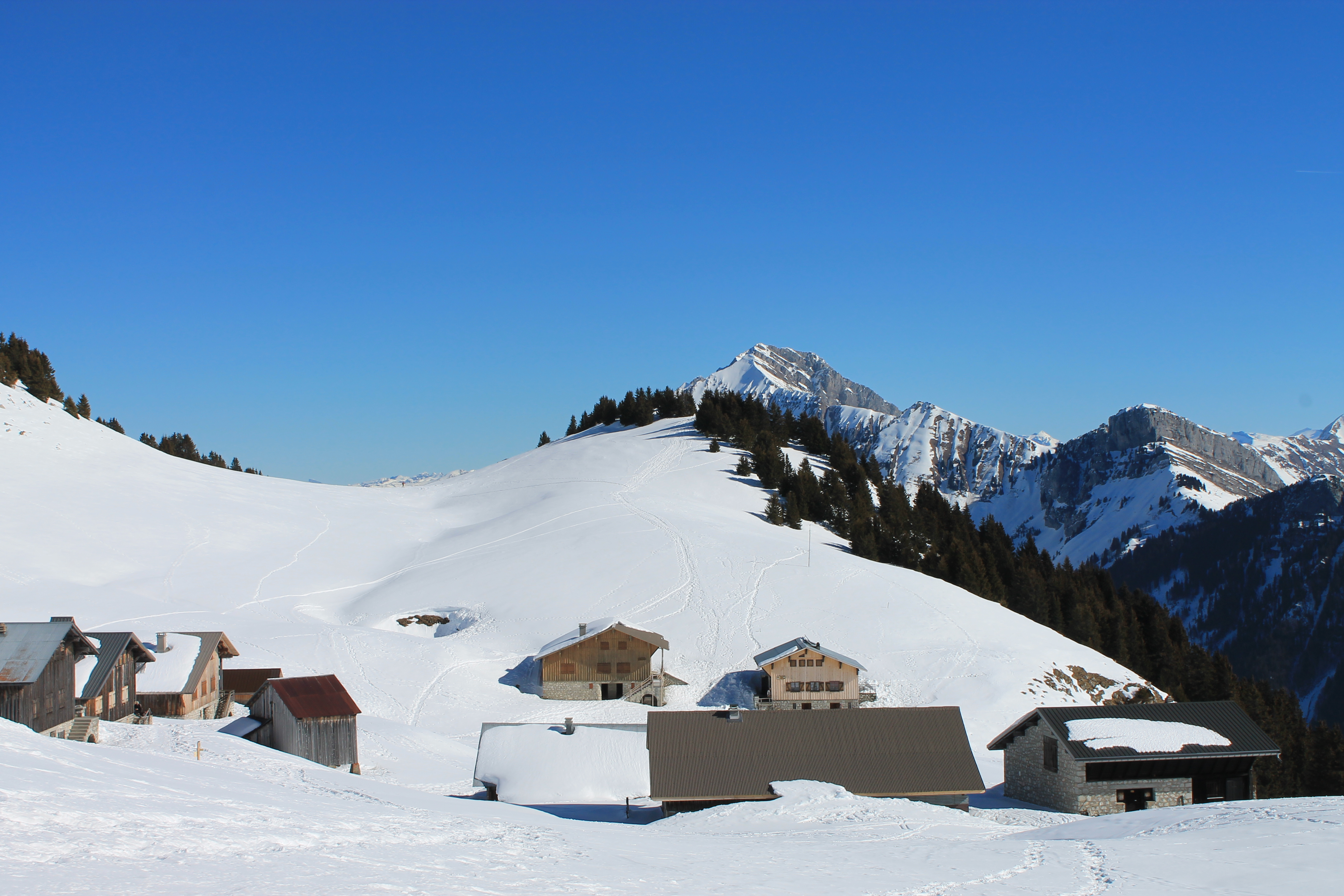
Chalets des Auges.

La montagne des Auges et son alpage sont des centres agricoles depuis le Moyen Âge. L'albergement des moines de l’abbaye aux habitants de la rive gauche du Borne fut durant plus de 6 siècles (1154-1772) le symbole de la vie agricole du village.
L'albergement était un contrat féodal par lequel un paysan — tenanciers libres ou serfs albergataires — recevait d'un seigneur une terre pour une longue période moyennant une redevance annuelle, appelée « introge ». Cette forme de tenure était l'équivalent d'une location ou bail emphytéotique ou emphytéose.Ce terme était essentiellement utilisé au Moyen Âge dans le Dauphiné et dans les Savoie. Les bénéficiaires d'un albergement pouvaient être appelés les « albergers ».
Jusqu'en 1890, 16 chalets occupaient l'« Alpe des Auges », la vie communautaire y  avait une grande importance. Il est à noter que toutes les bêtes étaient rassemblées en un seul troupeau que les « alpagistes » gardaient à tour de rôle. Actuellement chacun se doit d'être responsable de son propre troupeau.
En 1944, la montagne des Auges fut bombardée durant l’attaque  du plateau des Glières, tous les chalets furent détruits. En 1947, 8 propriétaires décidèrent de reconstruire en "lieux et places".
Un référendum municipal fut organisé en octobre 1996 afin de savoir si un projet de piste d’accès aux « Auges » par « Glières », accessible aux véhicules de tourisme, devait être réalisé. 80 % de la population participa à cette consultation et plus 80 % des votants a considéré que cet espace devait être préservé (Inscrits : 345, Votants : 276, « Non » : 237, « Oui » : 34, « Nuls et Blancs » : 5).

#### L’agropastoralisme et le loup
Le loup semble être un obstacle à l’agropastoralisme et à la cynégétique. L’ONCFS (Office national de la chasse et de la faune sauvage) estime que sept loups occupent le territoire communal d’Entremont. 1993, fut l’année de l’apparition d’une meute.
Le 7 février 2011, au centre du village, une biche fut dévorée. Le 3 août 2011 neuf moutons furent tués (une brebis et huit agneaux).

## Culture locale et patrimoine

### Lieux et monuments

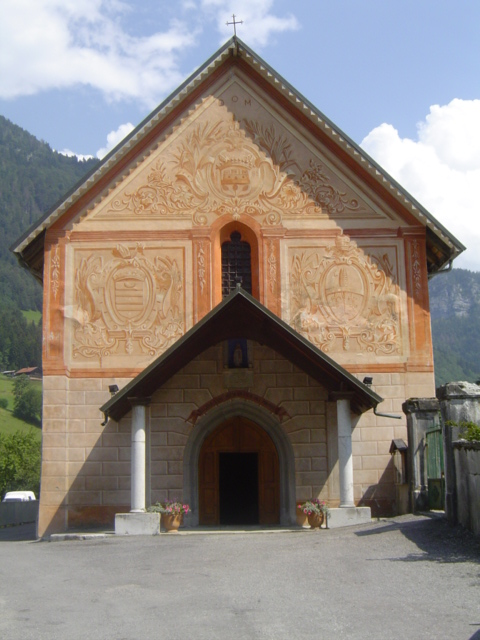
L'église et ses fresques murales.

La commune ne compte aucun monument répertorié à l'inventaire des monuments historiques ou à l'inventaire général du patrimoine culturel. Toutefois, la commune compte dix-neuf objets répertoriés à l'inventaire des monuments historiques mais aucun à l'inventaire général du patrimoine culturel. Notamment un coffre-reliquaire du XIIe siècle, un bras-reliquaire du XIIIe siècle. Le « trésor » de l’église d’Entremont à longtemps attiré maints pèlerins.

#### Patrimoine religieux
- Abbaye d'Entremont, abbaye augustine du XIIe siècle.
- L'église Notre-Dame-de-Tous-les-Saints du XVIIe siècle, présente sur sa façade des fresques murales. L'intérieur abrite un double retable et un trésor de reliques et stalles remarquables[16].

Chapelles, oratoires et croix de pierre jalonnent les chemins du village. Ce sont les témoins de la foi simple et solide qui émane de l'abbaye.
- La chapelle de La Pesse.

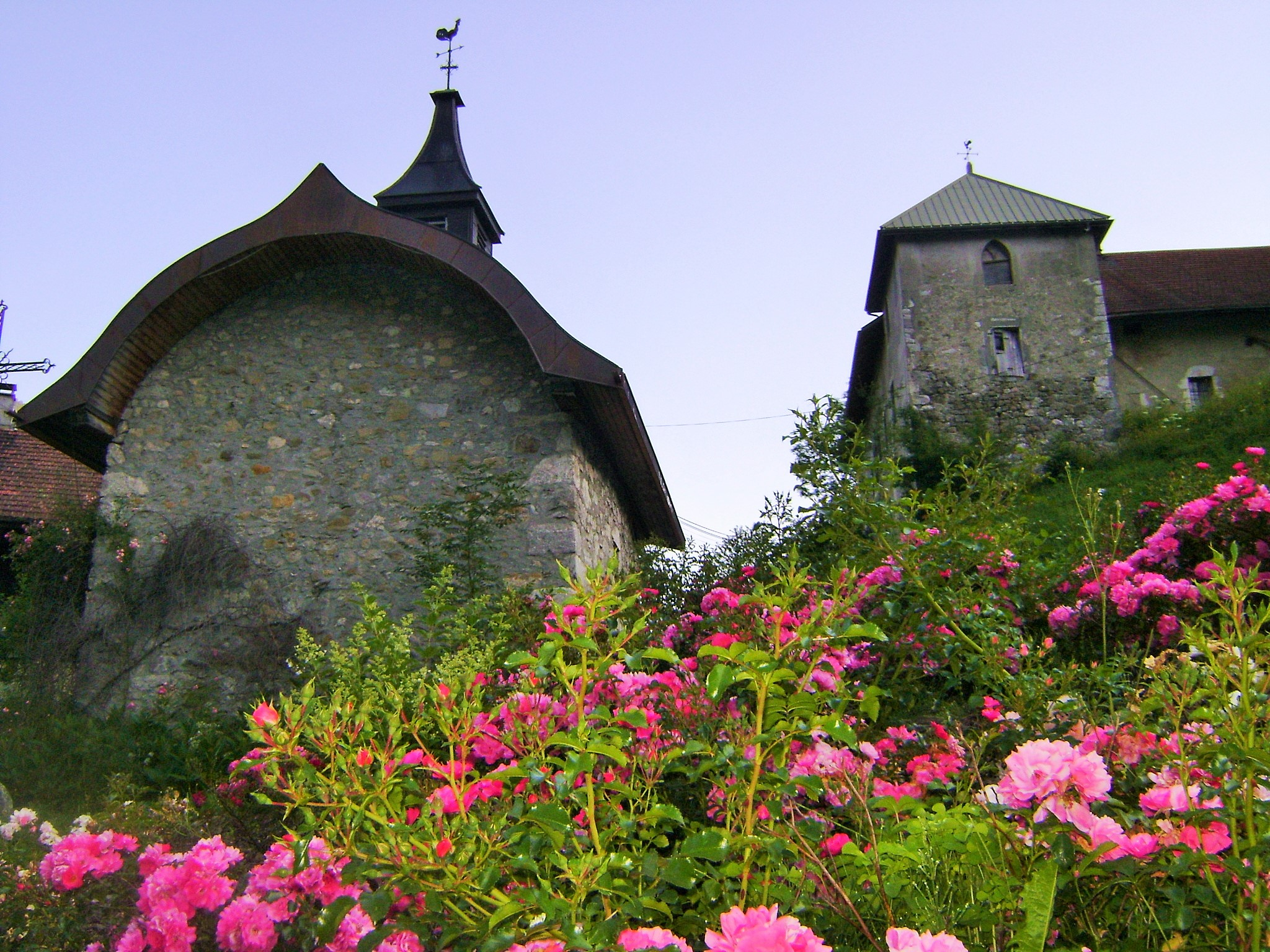
Envers de la chapelle de la Pesse - la Maison Forte.

Appelée aussi chapelle de la Rivière, elle est dédiée à la Visitation de Marie. Sur des fondations datant du XVe siècle, elle est rebâtie en 1850, rénovée en 1926 et 1994 date à laquelle le toit est refait en cuivre au lieu d’ardoises. En 1995 son intérieur est rénové, le tableau au-dessus du maître-autel est restauré en 1999. Ces chantiers de réhabilitation furent entrepris grâce aux habitants et à l’Association pour la Sauvegarde du Patrimoine.
- La chapelle du Regard.

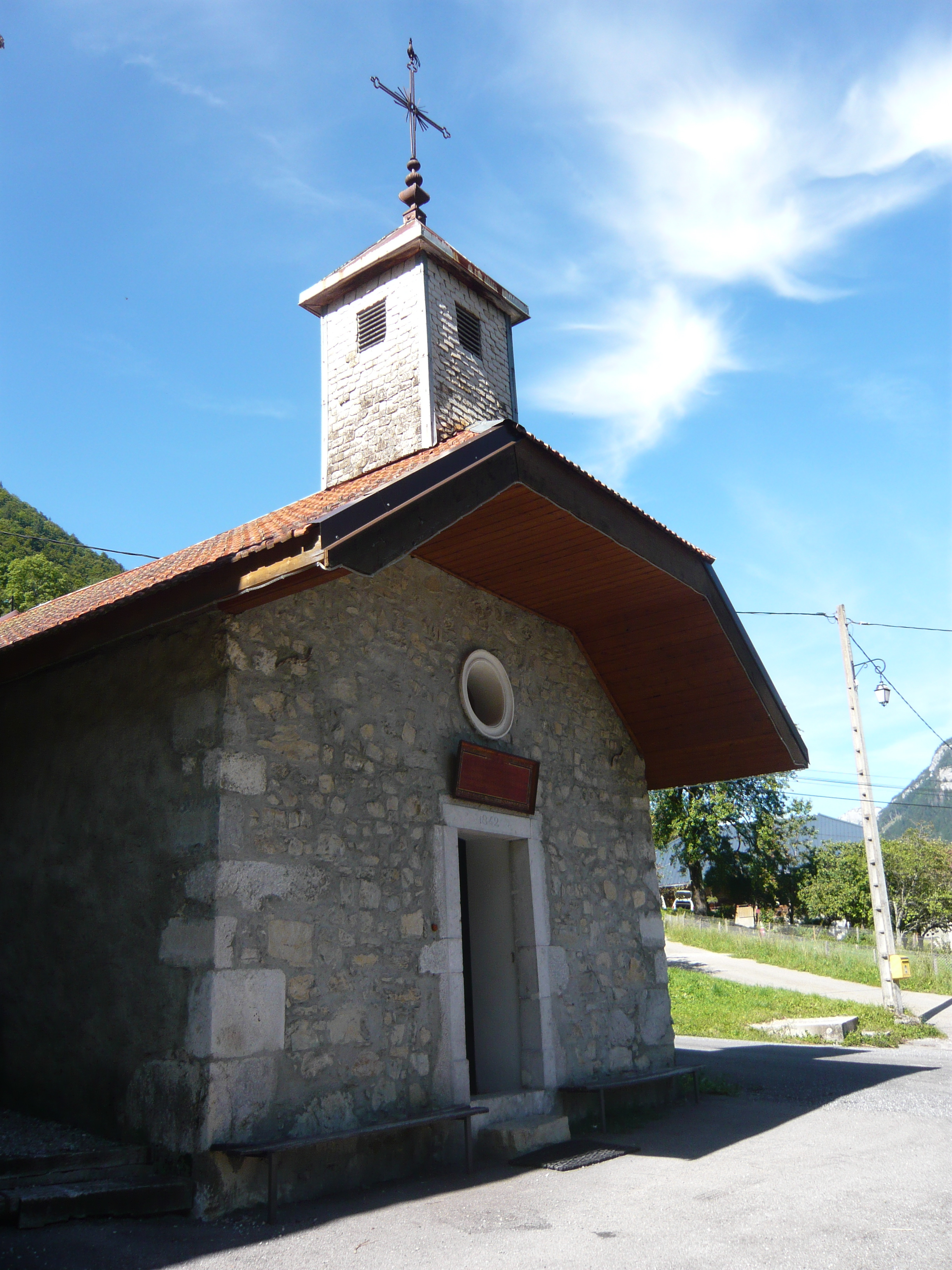
Chapelle du Regard.

Datant de 1706, elle est construite en l’honneur de l’ «Ange Gardien » puis dédiée à saint Grat (saint protecteur contre les insectes nuisibles), enfin à saint François de Sales. De construction peu solide, elle est restaurée en 1842 et 1924 comme en témoigne l’inscription latine portée au frontispice : « D.O.M. Hic antiquum erat sacellum quod dirutum fuit tempore subversionis. Illud a fondamentis pietate donis et labore oedificarunt incolae hujus in honorem santi Francisci Salesiy. In Anno 1842. Reparatum 1924. » (A Dieu très bon, très grand. Ici était une antique chapelle qui fut détruite pendant la Révolution. Les habitants ont élevé celle-ci depuis les fondations par leur piété, leurs dons et leur travail, en l’honneur de Saint-François de Sales. Année 1842. Réparée en 1924.)
La fin du XXe siècle voit une importante restauration du carrelage, des plâtres et peintures. Le tableau surplombant l’autel, représentant saint-François-de-Sales et Jeanne de Chantal est lui aussi restauré.

#### Les oratoires

Oratoires de la commune.
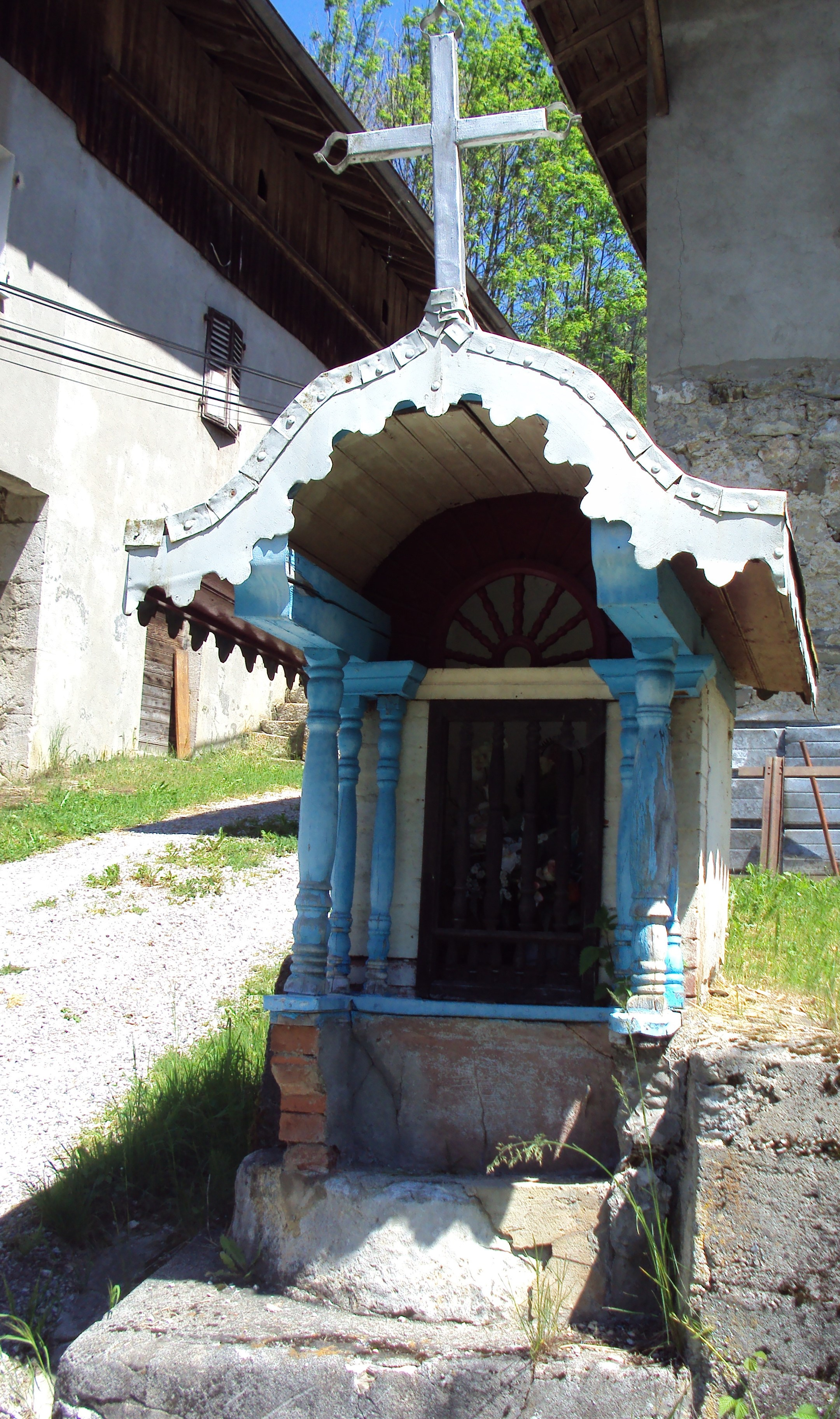
N.D de Lourdes
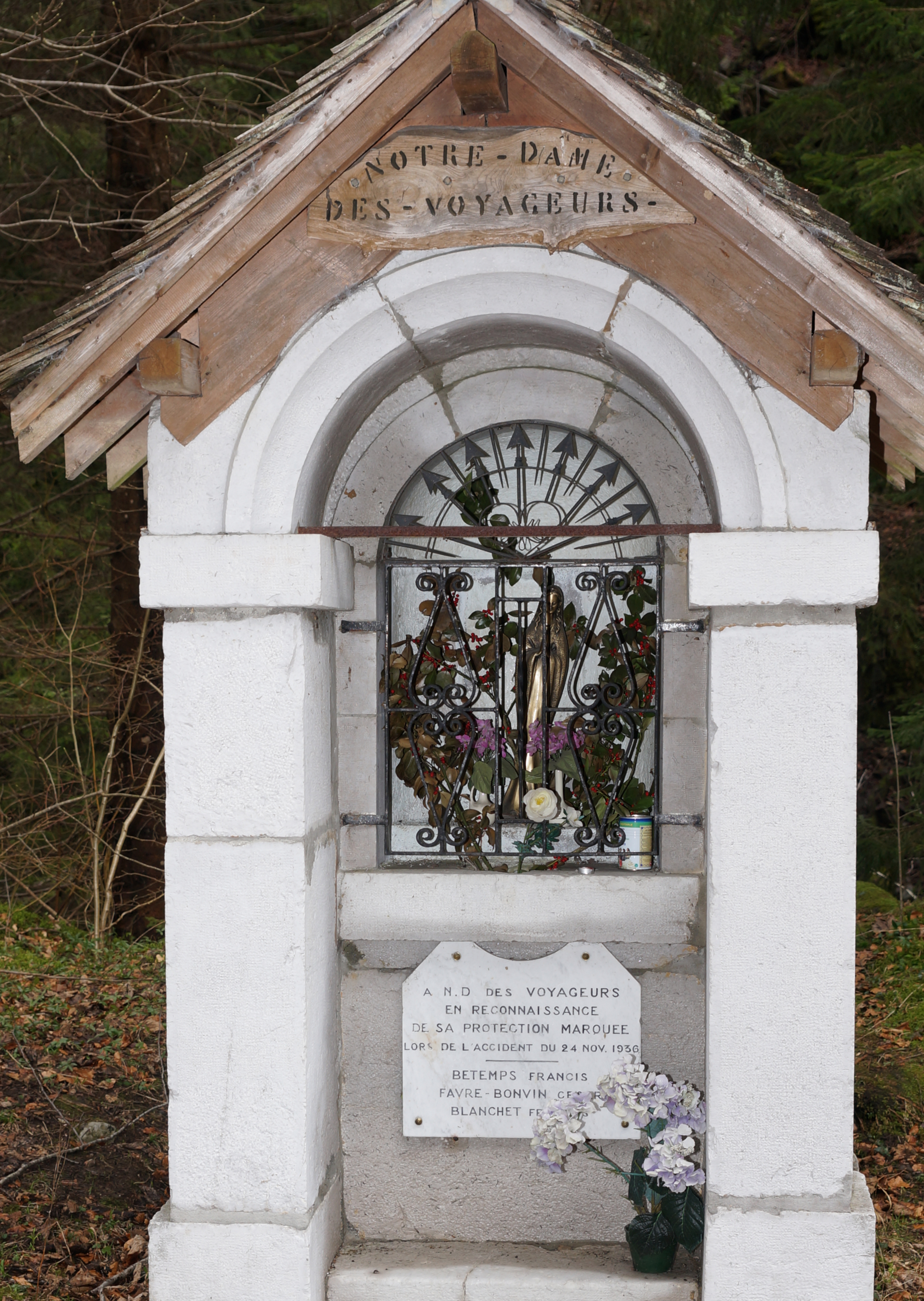
N.D des Voyageurs.
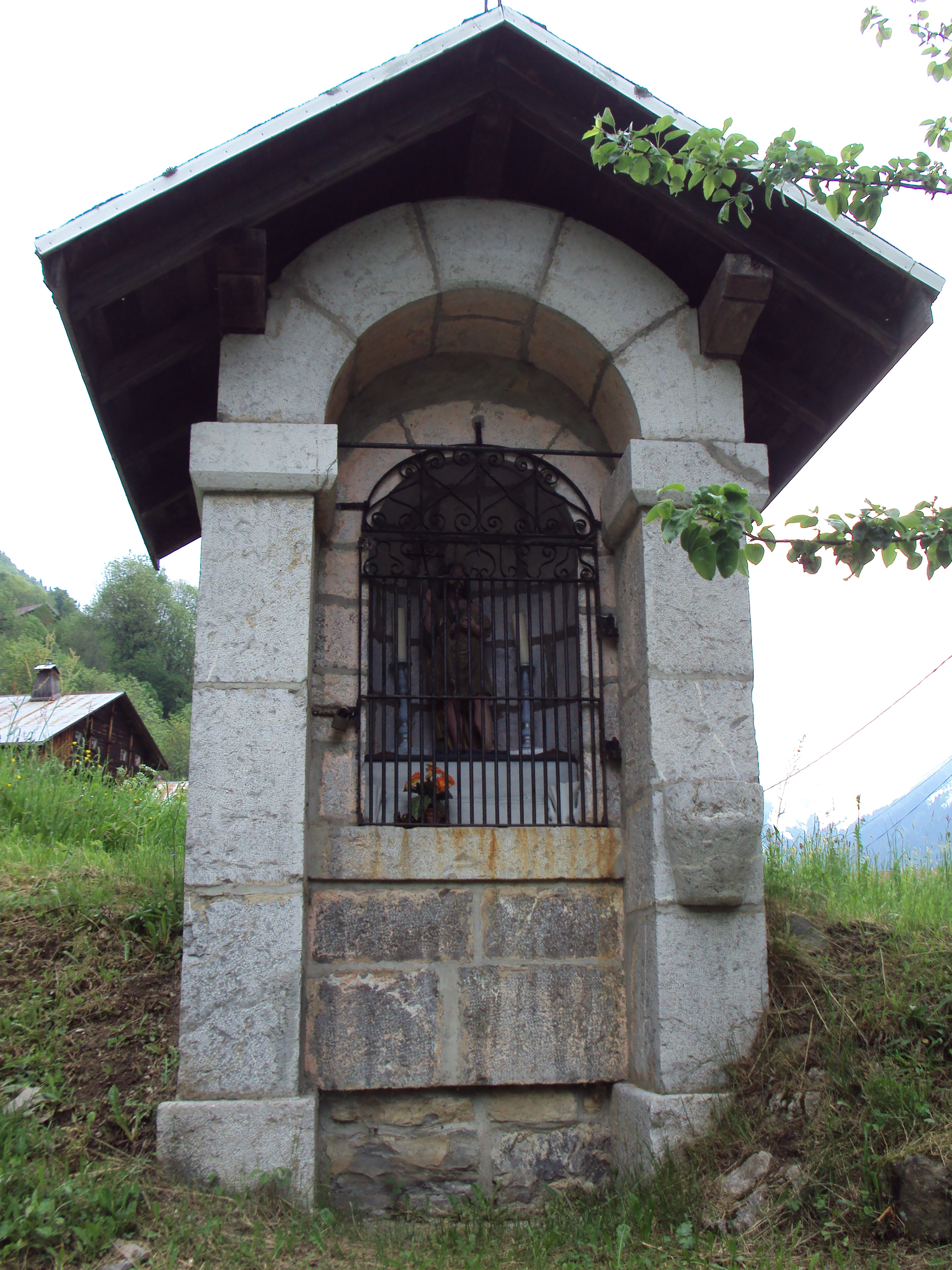
St-Jean-Baptiste (1893).
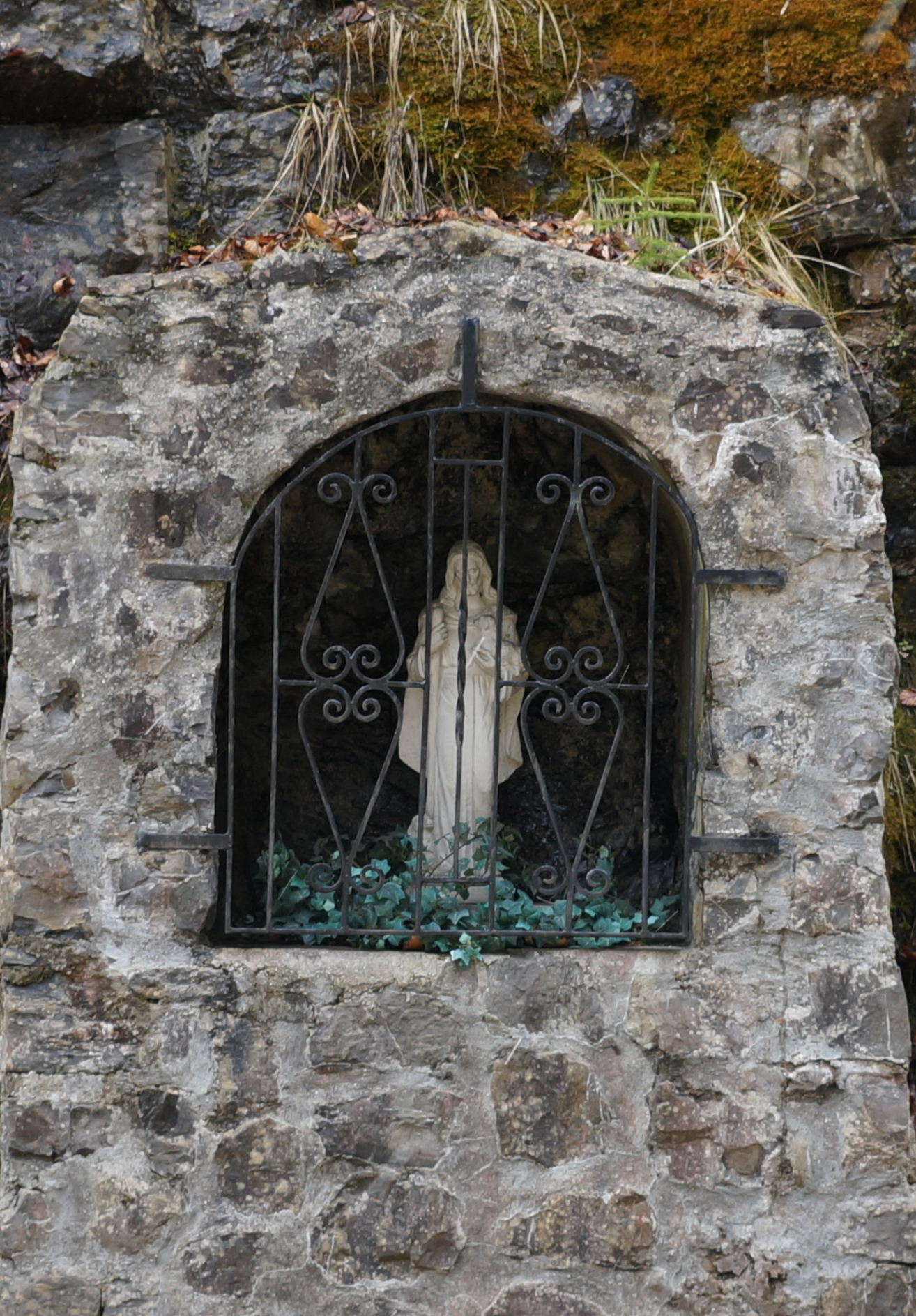
Niche de la Vierge.

Les oratoires de la vallée du Borne  marquent des passages difficiles, mais obligatoires, de cols. Ils sont une sorte de « station » permettant l’exorcisation, par la prière, des démons de la montagne mais aussi la garantie contre les catastrophes naturelles : avalanches, glissements de terrain ou crues, des orages dévastateurs.
Les accès difficiles : «Les  Étroits », «Les  Evaux », le col de « Buffaz », col par lequel François de Sales serait passé, venant de Thorens-Glières, Thorens, en 1607, ont donné lieu à des édifications modestes à notre époque mais qui constituaient des « étapes » obligatoires et protectrices.
- L’oratoire de Notre-Dame-d- Lourdes (hameau de la Pesse) :

Situé sur l’ancien chemin des Granges-Neuves. Trois marches hautes y donnent accès. Cette construction est de pierre et de brique. Six colonnettes de bois peint reçoivent un linteau supportant une toiture à bandeau de rive découpé. La statue de la Vierge est protégée par des balustres en bois tourné.
- L’oratoire de Notre-Dame-de- Voyageurs :

Construit dans la gorge des Étroits, il est constitué de pierres de taille et couvert par un toit à deux pans. La niche est surmontée d’un arc en plein cintre. Fermée par une grille ouvragée, la niche abrite une Vierge en bois. Élevé en 1849, transféré au bord de la nouvelle route en 1892, il fut restauré au début du XXe siècle. Une inscription datant de 1936 sert d’ex-voto à quelque automobiliste sorti indemne d’une chute dans le Borne.
- L’oratoire Saint-Jean-Baptiste (hameau de Lortier) :

Ouvrage de maçonnerie avec colonnettes, chapiteaux et arc de plein cintre en pierre, il fut érigé en 1893. Son toit forme un auvent et supporte une croix en fer forgé. Un bénitier orne son flanc droit.
- L'oratoire de la niche de la Vierge se trouve lui aussi dans la gorge des Étroits, à flanc de paroi sur la rive droite du Borne[80].

#### Patrimoine civil
- Stèle Tom Morel, militaire et résistant, chef du maquis des Glières ;
- Hôtel de France, plaque commémorative ;
- Hameau du Regard, habitat traditionnel ;
- Plateau des Auges, habitat d'alpages ;
- L'ancienne douane;
- Le jardin médiéval.

#### Points de vue

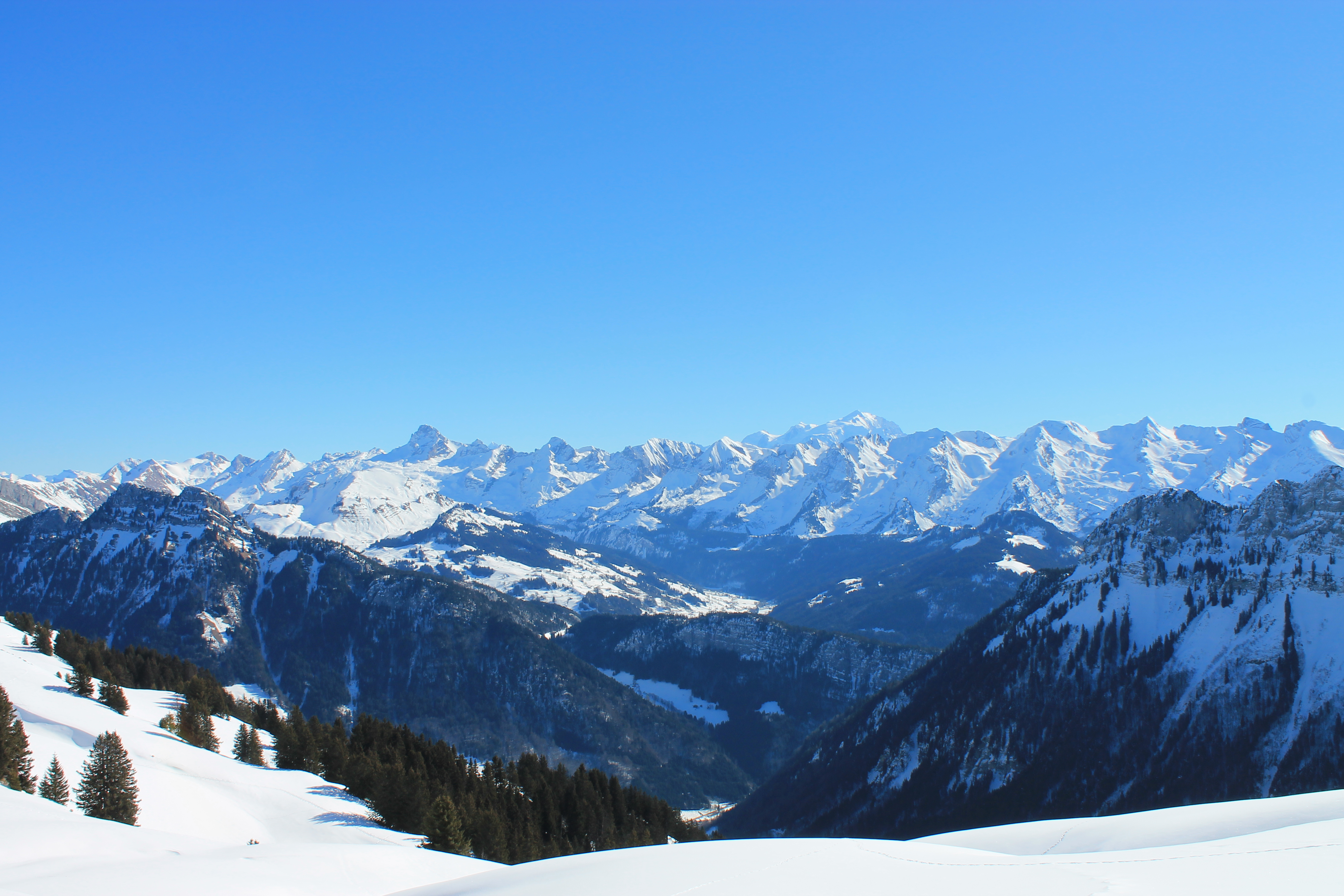
Vue depuis le plateau des Auges.

- Plateau des Auges ;
- Col de Buffaz ;
- Calvaire, route du Regard ;
- Montessuit.

#### Musées et expositions
- Galerie Miléna ;
- Le Prieuré et le trésor de l'abbaye.

### Personnalités liées à la commune
Ceux-ci n'ont que séjourné à Entremont. L'histoire de la commune est liée à leur passage.
- Saint François de Sales (1607).
- Abbé Marc-Antoine de Granery (1645-1703).
- Tom Morel (1915-1944), un des chefs de la résistance du plateau des Glières, y est mort au combat.

### Héraldique
| Armes d'Entremont | Les armes d'Entremont se blasonnent ainsi : D'azur ; à la fasce accompagnée en chef de trois tours et en pointe de trois épis de blé arrachés, le tout d'or. La commune a choisi d'être représentée par les armes d'un de ses plus illustres habitants, l'abbé Marc Antoine de Granery. Le blason est surmonté de la couronne de Comte, de la crosse et de la mitre, empoigné de la devise : ut seres metes, « Comme tu sèmes, tu récoltes ». |

## Pour aller plus loin

#### Liens vers les sites communaux
- Site de la commune nouvelle Glières-Val-de-Borne
- Site Entremont Patrimoine, publié par l'Association pour la Sauvegarde du Patrimoine d’Entremont.

#### Liens vers le site de l'Insee
- « Bases de données : Commune d'Entremont (74110), Département de la Haute-Savoie (74) », sur le site de l'INSEE - www.insee.fr (consulté en février 2015).
  - [PDF] « Entremont (74110 - Commune), Chiffres clés - « Évolution et structure de la population » », sur le site de l'INSEE - www.insee.fr (consulté en février 2015), p. 18 (Chiffres de 2009).
  - « Bases de données : Commune d'Entremont (74110), Département de la Haute-Savoie (74) - « Chiffres clés Évolution et structure de la population » », sur le site de l'INSEE - www.insee.fr (consulté en février 2015)  (Chiffres de 2011, mise à jour le 28 juin 2012).